# 胡志明市
胡志明市（越南语：／；[tʰàjŋ̟ fǒ hò cǐ mīŋ̟] ⓘ或[tʰàn fǒ hò cǐ mɨ̄n]），又以旧名西貢（／）为别称，越南中央直辖市，是越南最大城市，位於越南东南部，為越南經濟、貿易、交通及文化中心，地区生产总值位居越南首位，约佔越南国民生产总值的四分之一。該市現名是為了紀念越南民主共和国建國領導人、越南劳动党主席兼越南民主共和国主席胡志明。
胡志明市所在地区长期是占婆和高棉领地，17世纪末，越南阮主南进开疆，在此设立嘉定府，纳入越南朝廷统治，成长为南方重镇，并在18世纪成为阮主阮福映的复国基地。1887年，法军攻占嘉定城，在此设立殖民行政机构，并正式以“西贡”称呼之。西贡在1887年至1902年为法属印度支那首府，有“远东明珠”、“远东小巴黎”之称。1954年，两越分立，西贡成为南越首都。1975年4月30日，越南人民军攻占西贡，并在次年将西贡更名为胡志明市。20世纪90年代以来，胡志明市发展迅速，成为越南革新开放的中心，被誉为越南的制造业中心和商业中心。
胡志明市如今是繁忙的国际转运中心之一，越南近半数的入境人士在新山一国际机场着陆入境，西貢港亦是东南亚的大港口之一。全球化及世界城市研究网络于2022年将胡志明市定为“Alpha −”级的全球化城市。

## 名称

### 高棉名
此地區被高棉人稱為“波雷諾哥”意思是“王家森林”。今日胡志明市的堤岸地區曾是柬埔寨副王安南二世的駐地。現時，柬埔寨與居於湄公河三角洲的高棉人稱胡志明市為波雷諾哥市。
據周達觀《眞臘風土記》記載，吳哥時代有一屬地名為「雉棍」，學者許肇琳認為這可能是後來的西貢，原因是「雉棍」與越南人稱「柴棍」、華僑稱「堤岸」、「宅棍」的讀音相近。

### 占語
占婆雖在越南南方，但其領地緊挨下柬埔寨。不過，由於二者緊密的交流，占語中有對該城的稱呼：“Baigaur”。

### 越南語、粵語等
來自北方的京族、華族人統治該城後，稱之爲、“堤岸”（Tai4 Ngon6）。二者均可能來源於對高棉語的音譯，但也均在各自語言中存在意義。據傳說，一名源自某位越南人的名字，但仍存有爭議。越南語中“棍”字也有棉花的意思，因此“柴棍”可能指的是高棉人在此種植的木棉樹。
在法國殖民統治以前，官方名稱為越南朝廷自創的來源於漢語文言文的嘉定（Gia Định）。至1862年，法國人決定取消「嘉定」一名，改用廣為人知的「柴棍」，华人译作“西貢”（Saïgon）。

### 現今名稱
1945年8月15日日本无条件投降后，印度支那共产党发起了“八月革命”。1946年8月底，印支共产党南方局召开会议决议“请国会和政府马上将西贡市更名为胡志明市，以象征南部人民坚决战斗、不怕牺牲以回到祖国怀抱的决心”。1946年8月27日《救国》报头版头条刊登“西贡市从现在起更名为胡志明市”的通栏大标题。
美国《时代周刊》杂志1975年5月12日期，封面为红色越南地图与胡志明的头像，底栏标题《THE VICTOR》（《胜利者》），在越南地图上西贡的位置用一颗黄色五星来标注，旁边写着“HO CHI MINH CITY”（“胡志明市”），以此来报道1975年4月30日，北越军队攻占西贡时的情景。
1976年7月2日，全國統一後，為紀念越南共產黨的主要創立者、勞動黨主席胡志明，便將西貢改名為“胡志明市”（越南語為「，汉喃文为，簡稱“TPHCM”；英語翻譯成，簡稱“HCMC”；法語翻譯成，簡稱“HCMV”）；“西貢”一名在當今特指市內的中心商業區，並時常出現在公司名稱、文章標題和語言研究中。胡志明市的國際機場新山一國際機場的IATA代碼仍為南越時期西貢的英文縮寫SGN、市內的西貢河、西貢港、西貢車站亦仍沿用西貢之舊名。

## 歷史

### 早期历史
胡志明市最早的人类定居地建立于4世纪，位于今日第二郡凤山寺（Chùa Phụng Sơn）一带，围绕着一座扶南庙宇。这里长期只是一個小漁村，名為“波雷諾哥”，四處均為沼澤地。此地的原住民—柬埔寨高棉人在此居住多個世紀，將此地逐漸發展成眞臘的重要貿易港口。此地带又因水网密布而被稱為“水眞臘”。
1623年，柬埔寨國王吉·哲塔二世迎娶阮主阮福源的女儿阮氏玉萬之后，准許越南流民移居波雷諾哥，躲避越南南阮北鄭間的內戰，同時增建房屋供難民居住，并允许阮主派遣官员在此征收赋税。但積弱的柬埔寨王國無法應付大量涌入的越南人之難民潮，波雷諾哥漸漸地變成越南人占多数的地方，亦開始被稱為「西貢」。

### 阮主及阮朝统治
1698年，越南南方的阮主派遣官員阮有鏡攻占此地，遂將之正式納入越南版圖。阮主在西贡设立嘉定府和新平县、福隆县1府2县，并在2县分别设置藩镇营和镇边营。阮有鏡因發展西貢的功勞，而獲後世讚頌。
1771年，广南国爆发西山起义，并席卷全国。北方郑主趁机派兵进攻广南国首都顺化。阮主阮福淳率领公族和官员渡海南逃，经平顺渭泥到达西贡，随后又向南逃亡。
1790年，旧阮领袖阮福映以西贡为复国基地，修建“八卦城”，称为“嘉定京城”。直到1801年，阮福映全面占领内路，将首都迁回顺化富春。次年（1802年），阮福映改嘉定府为嘉定镇，统辖南部诸营。并于1808年再改为嘉定城，改藩镇营为藩安镇。1832年，明命帝推行区划改革，废除嘉定城，改藩安镇为藩安省，随后又改为嘉定省，重新使用“嘉定”一名。
1833年，原嘉定城总镇黎文悦的养子黎文𠐤在嘉定起兵叛乱，掀起了波及南圻各地的黎文𠐤之乱。明命帝耗费1年时间才将这场叛乱镇压下去。

### 法属时期

西貢市市徽（1870-1975），格言意为“循序而進”（Tuần tự nhi tiến）

1859年，法軍入侵，攻占嘉定城。1862年，阮朝朝廷同法国签署《西贡条约》，西貢成為法國殖民地，法國殖民政府將嘉定改爲從“柴棍”歐化得來的名稱“Saïgon”，即“西貢”。法国人依照西洋式规划筑路建城，意图将西贡作为亚洲殖民扩张的基地。法国人在西贡运用时新的技术和设计，修建各个重要建筑，包括总督府、圣母堂、西贡火车站、西贡大剧院、濱城市場、歐陸飯店等。1874年，法国总统儒勒·格雷維签署法令，授予西贡城市地位，成立市政府，并在1879年成立市议会。1931年，西貢與堤岸合併成爲西貢─堤岸地區（西堤联区），但保留兩市的分別城市地位。
西贡是法属印度支那的经济、教育和文化中心，为法兰西殖民帝国在远东的重镇，号称“远东明珠”（la perle de l'Extrême-Orient），“远东小巴黎”（le petit Paris de l'Extrême-Orient）。尽管如此，西贡最初的建成面积并不大，规划面积仅为3平方公里，仅是今日第一郡一半的面积，1914年滨城市场建成时，周围还都是荒芜的沼泽地，甚至到法国人撤出的1954年，西贡市扩建区域的50平方公里内，仍有大片荒芜沼泽。1940年，西贡—堤岸的普查人口为25.6万，和远东其他城市相比偏少，如新加坡同年的人口是75.5万，香港1941年的人口是160万，同期的马尼拉和巴达维亚亦在100万人口左右。分析指，法国人在印度支那的利益在于自然资源而非工业化，城市化需求并不紧迫。

1898年西贡地图
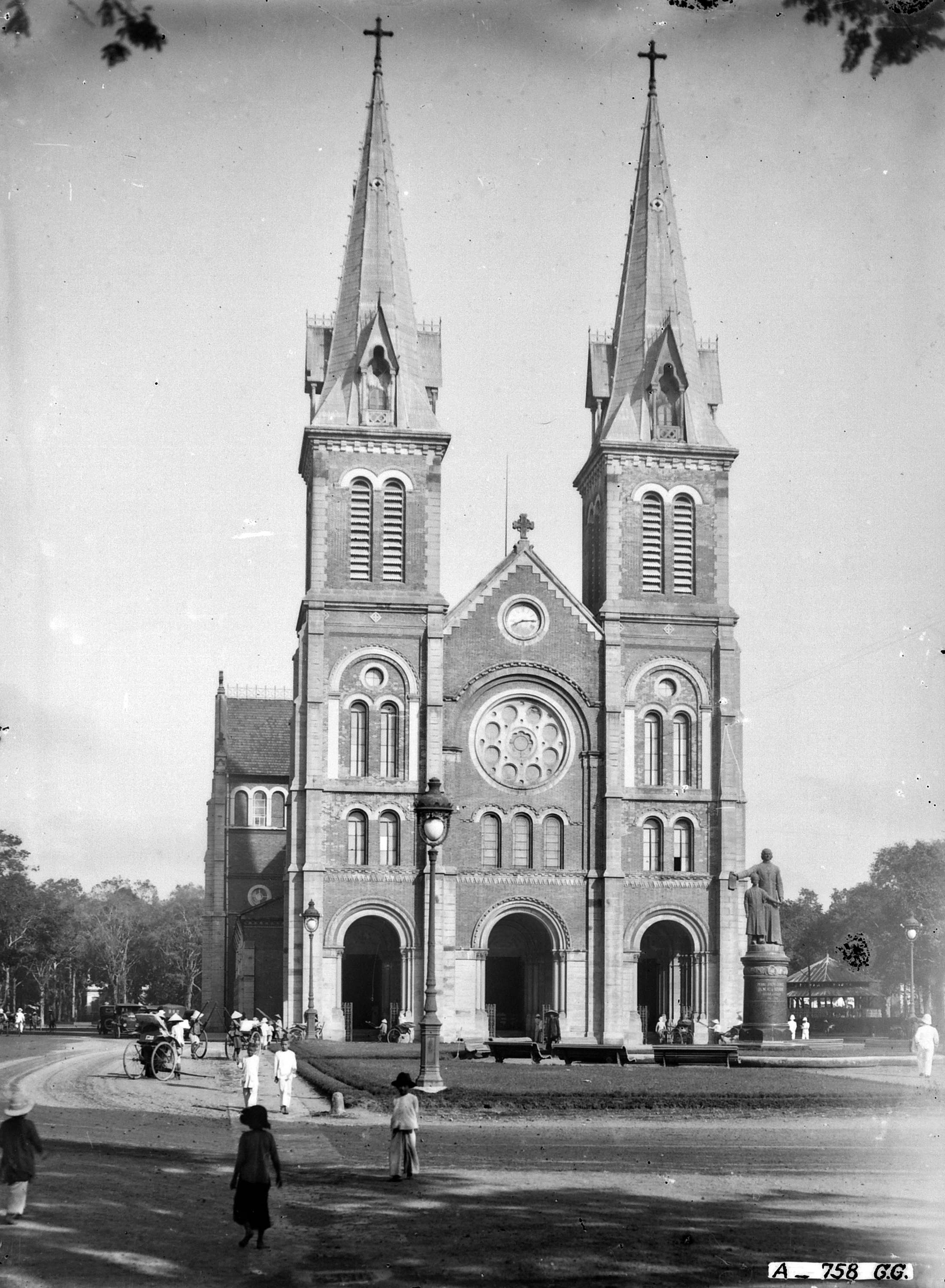
圣母堂
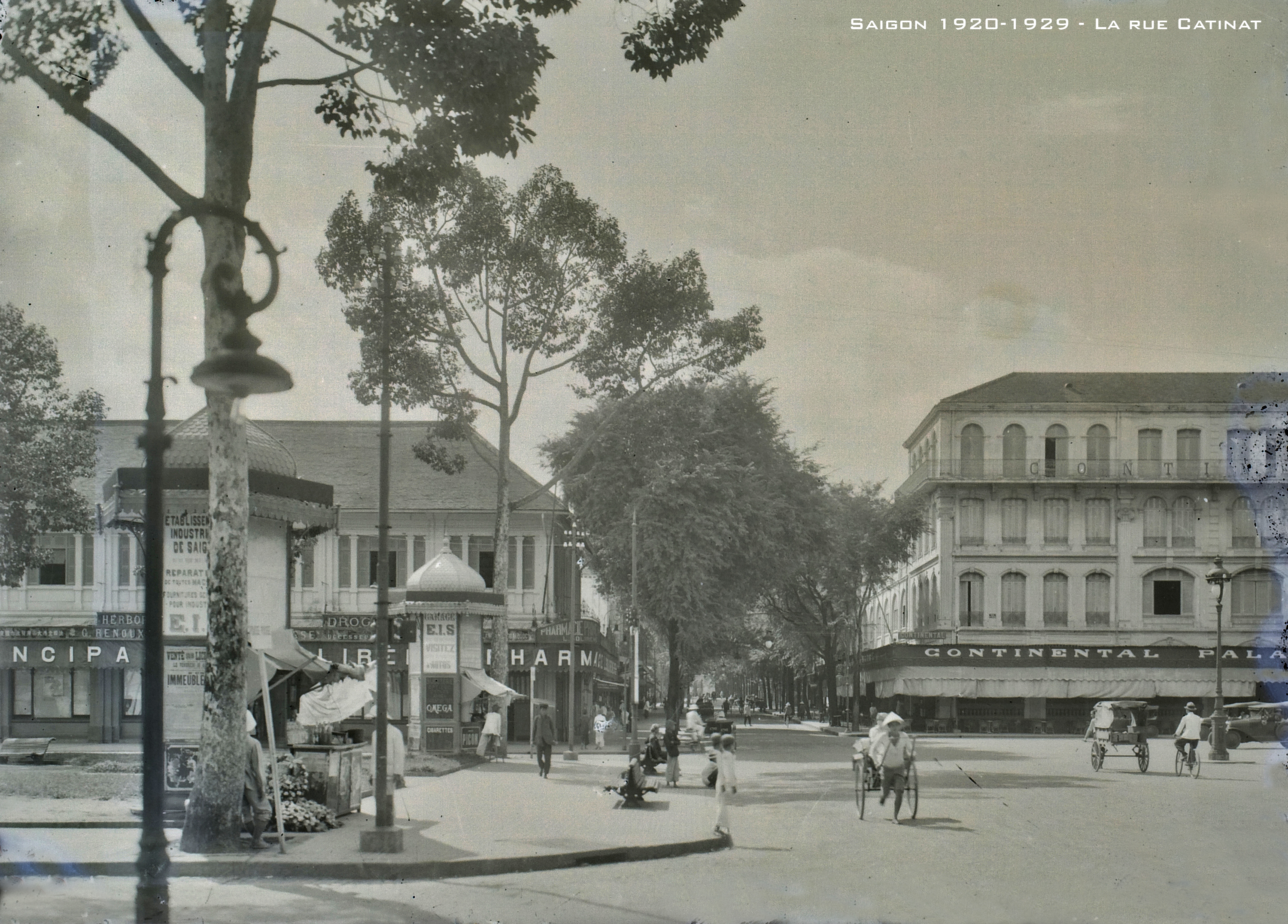
卡提拿街，繁忙的商业和娱乐场所在此汇聚
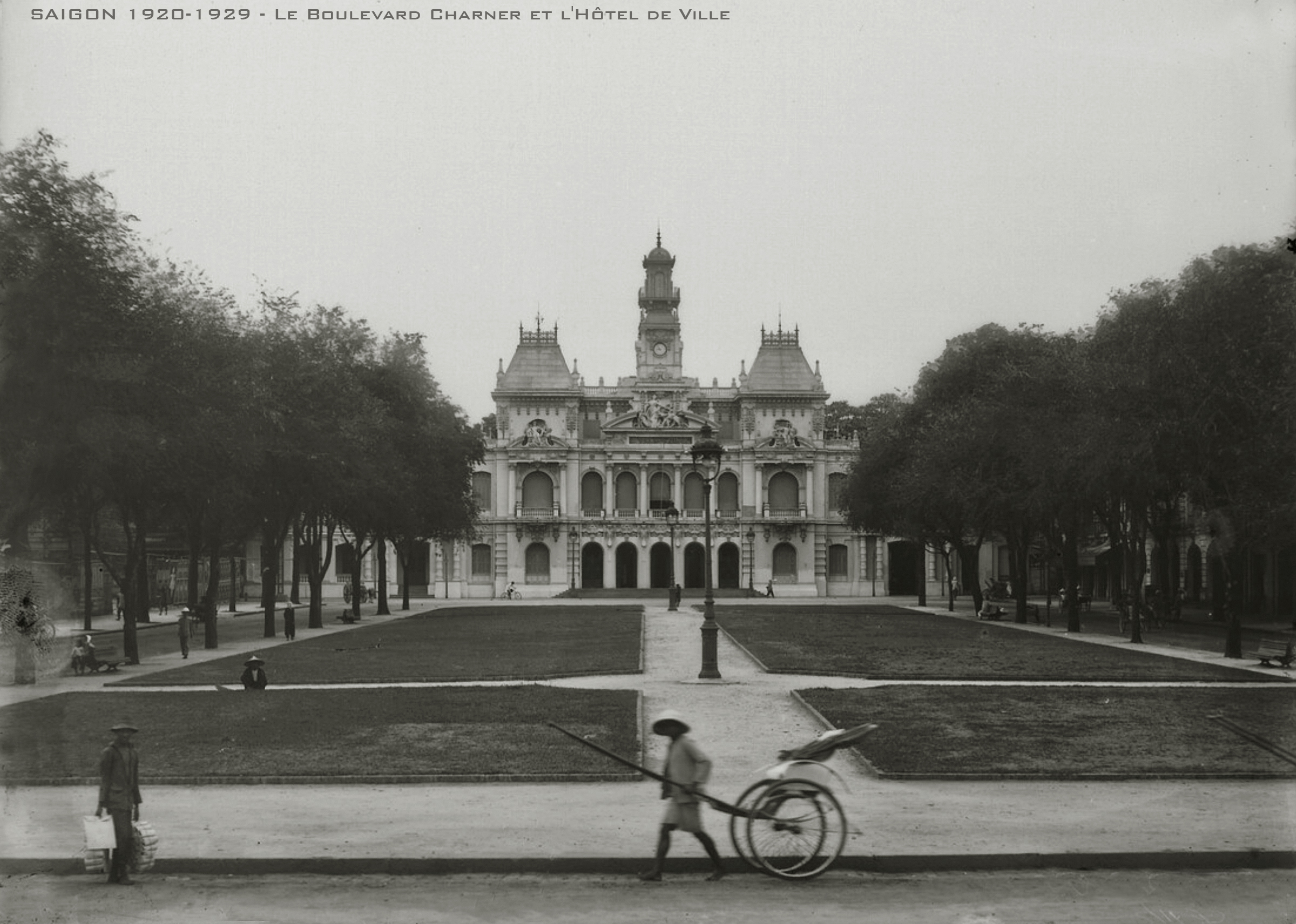
市政厅（Hôtel de ville，今市政宫）
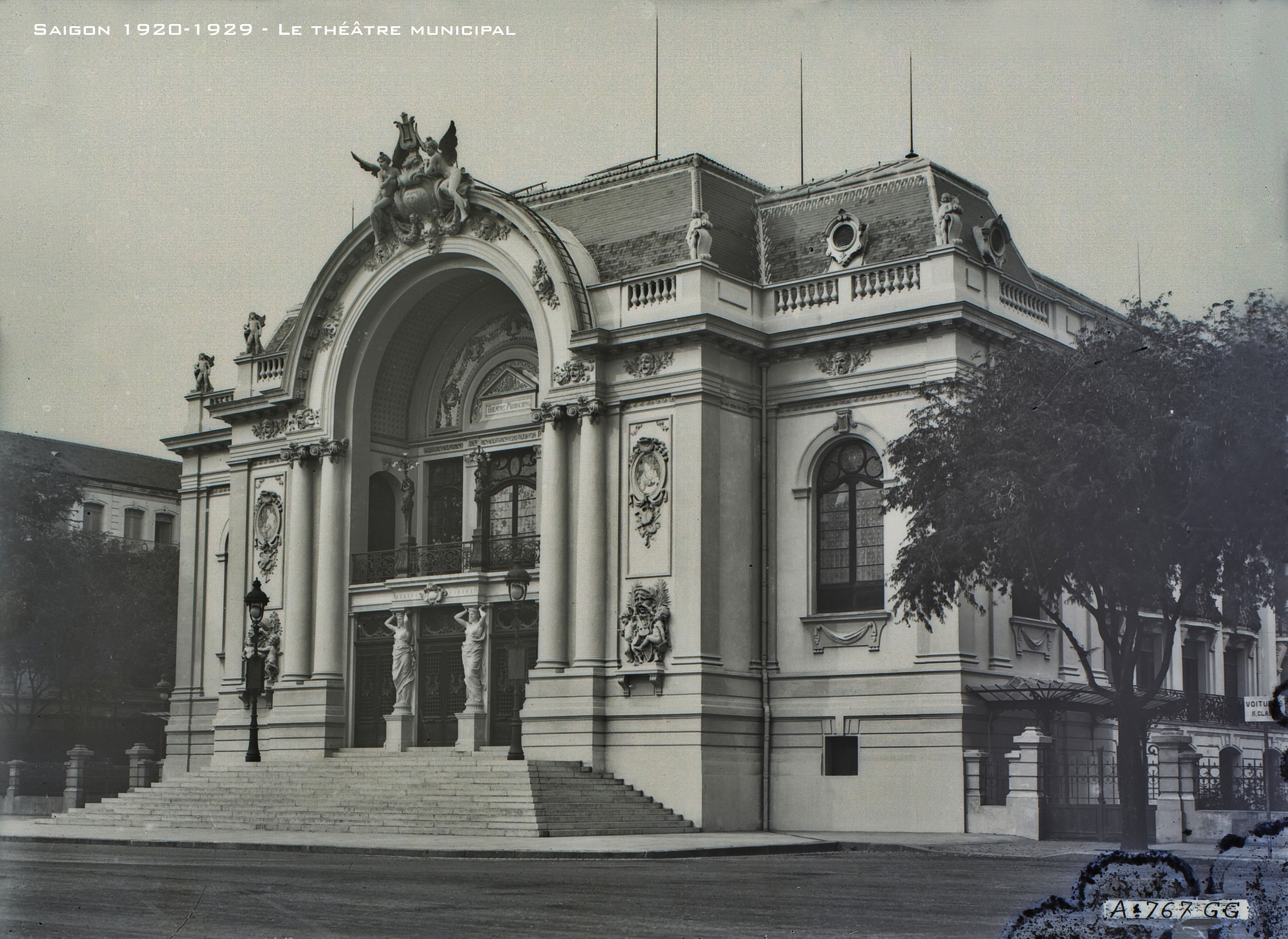
西贡大剧院
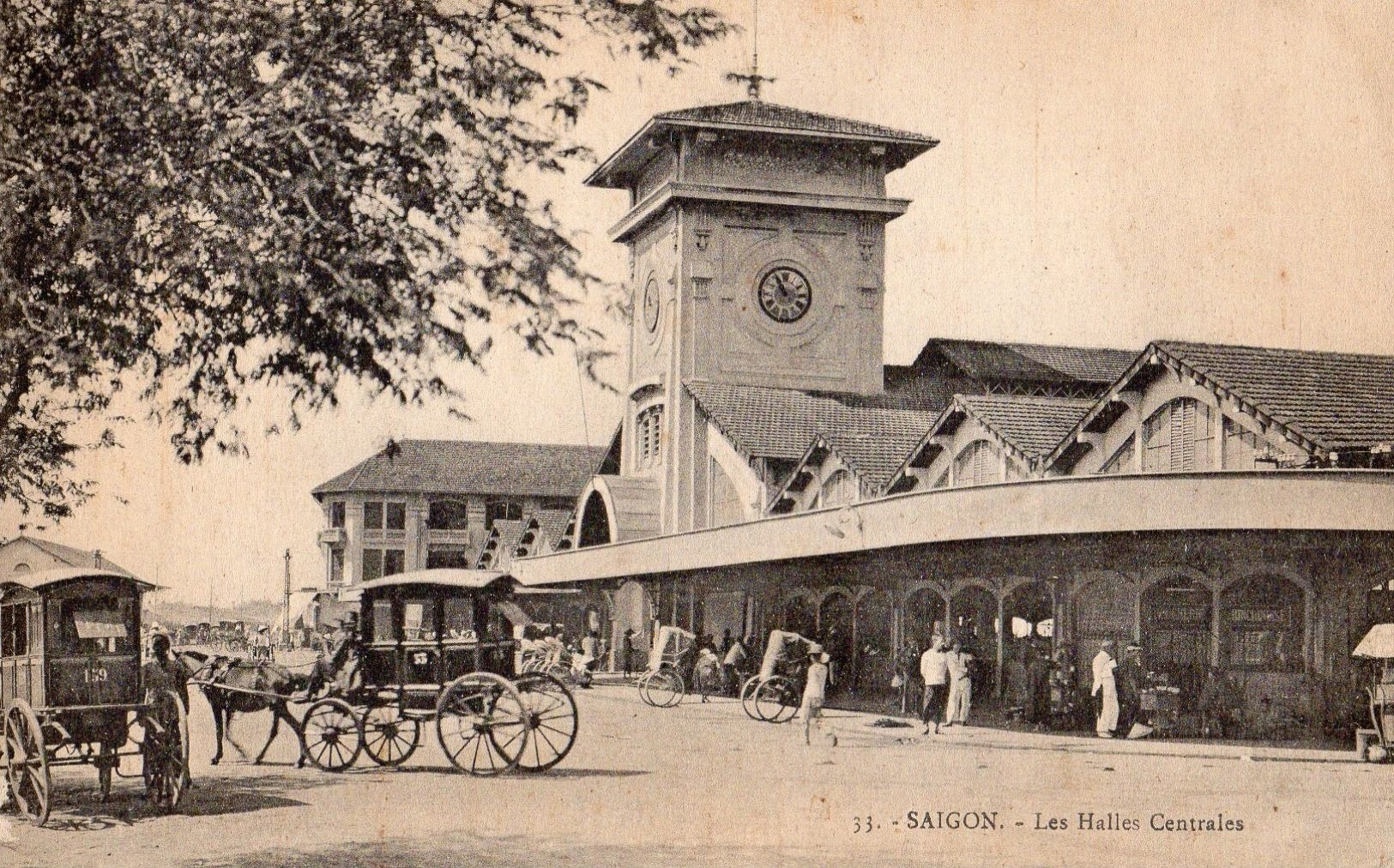
滨城市场
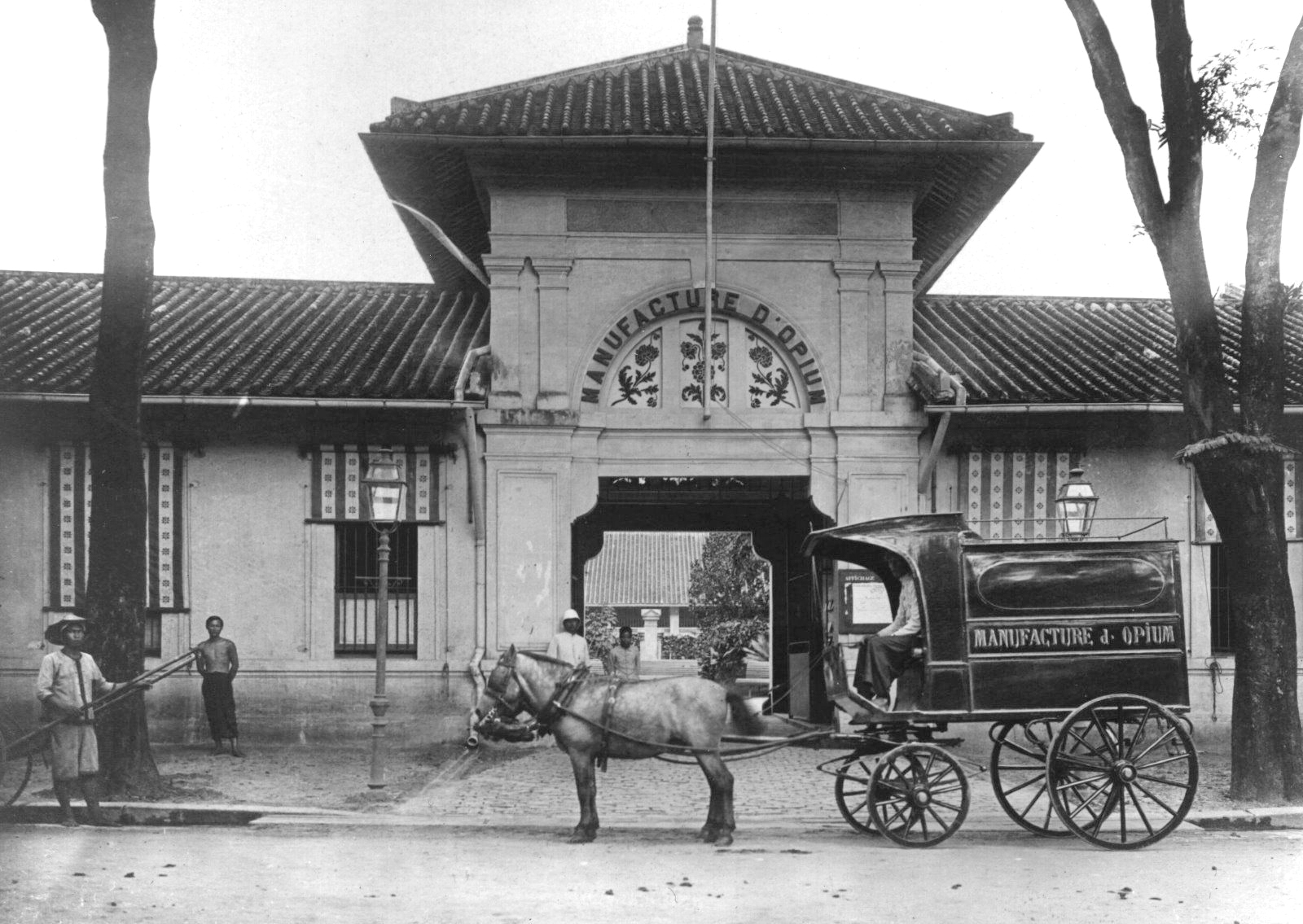
西贡鸦片厂，其产量占法属印度支那鸦片总产量的三至五成

### 越南共和国首都

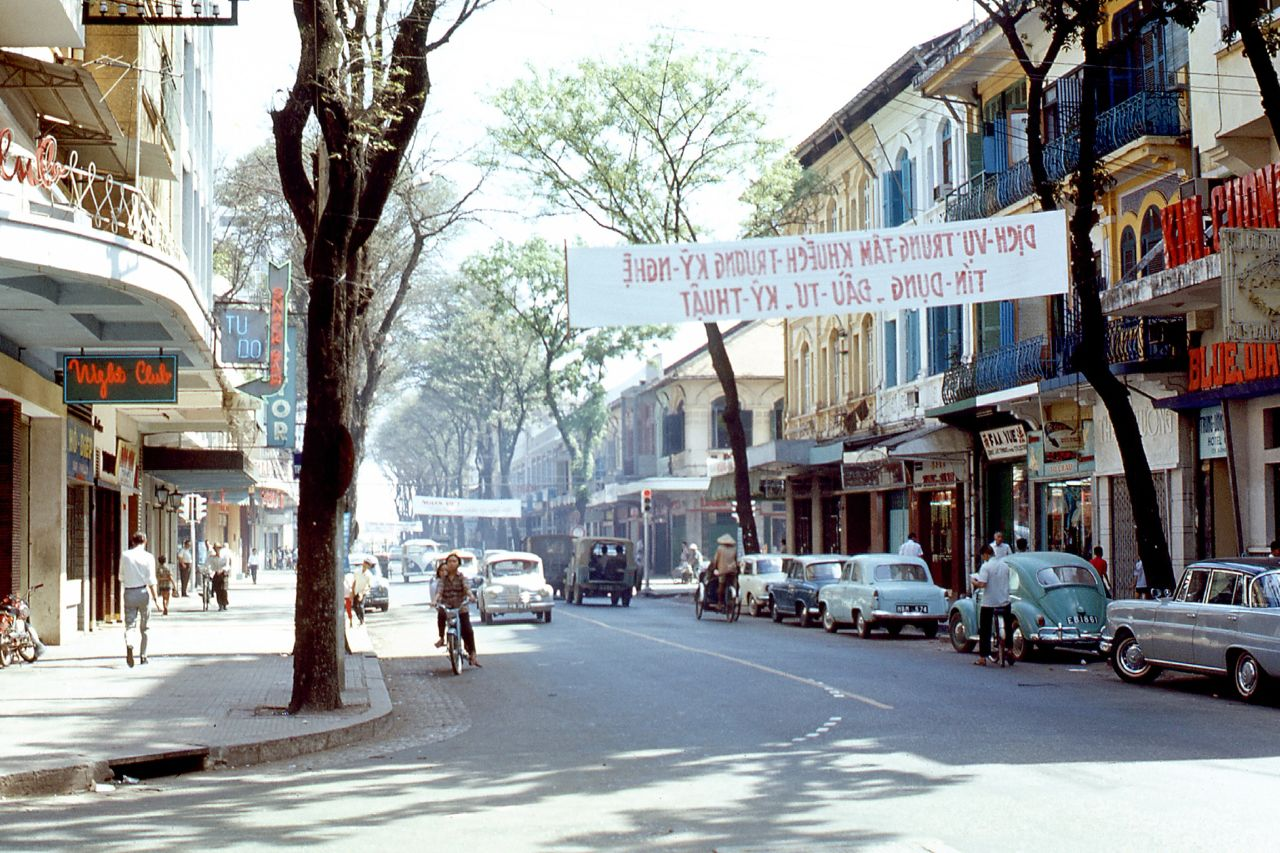
西贡自由街（即原卡提拿街，现同起街），摄于1968年

1949年，越南国独立，以阮朝保大帝为国长，定都西贡。1954年日內瓦會議决定以北緯17度線为界，将越南分为胡志明领导的越南民主共和国（北越）和南方的越南国。1955年，首相吴廷琰依公决结果罢黜保大帝，成立越南共和国，定西贡为首都，正式名称为“西贡都城”（Đô thành Sài Gòn）。南越政府废除所有所有法属殖民时期的地名，以越南历史名人和“自由”“公理”“共和”等词汇替代之。
西贡是南越的政治、经济、文化、交通首屈一指的中心。20世纪50年代末，美国为南越提供20亿美元援助，助长南越经济发展。到1960年，南越过半数的工厂都设在西贡。越南戰爭期間，駐越美軍司令部、中情局、中華民國軍事顧問團、韓國軍司令部等外國機構進駐，亦令西贡以間諜活動、政治鬥爭活躍而著名。1963年6月11日，为抗议吴廷琰政权持续迫害佛教徒，僧人释广德在西贡街头自焚。同年11月1日，吴廷琰遇刺身亡。
受第一次印度支那战争及两越分治影响，大量农村人口和北方天主教徒迁入西贡城区，西贡人口增长迅速，在1948年达到117.9万人，1954年达到200万人。1959年3月27日，吴廷琰总统签署法令，将西贡分为8郡，共41个坊。1970年，西贡的人口达到330万，已难以容纳巨量的移民，新建的住房数目却远远满足不了需求，美国国际开发署称西贡已变为“一座巨大的贫民窟”。据调查，西贡有四成（120万）人口居住在卫生条件差劣的贫民窟内。同时，西贡充斥着“妓女、瘾君子、贪官、乞丐、孤儿，和有钱的美国人”，记者斯坦利·卡诺称西贡是一座“最大意义上的黑市之城”。

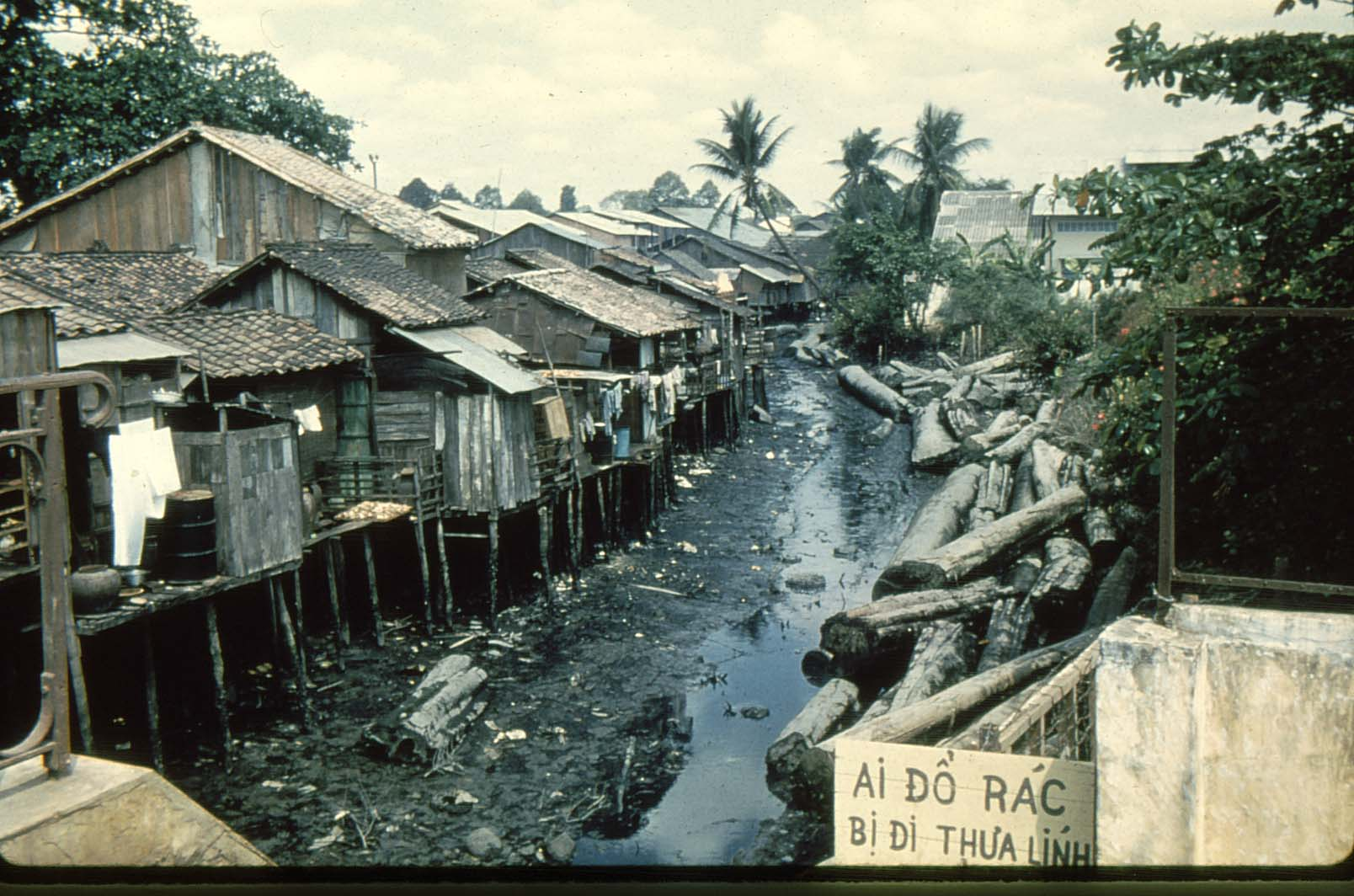
西贡的一处贫民窟，摄于1956年

西贡经济高度依赖进口和美援。美国国际开发署为当地提供各式物资援助，甚至包括粮食和肉类，西贡政府经济社会委员会副主席阮高赫曾言，“如果美援中断，西贡政府只能坚持四个月”。巨量的美援亦造成消费之风。富人争相购买汽车和摩托车，1964年至1969年5年间的乘用车进口量抵得上过去10年的80%，1966年的摩托车进口量较1963年高出五倍。许多摩托车为日本本田产品，外国人甚至戏称西贡是“本田之城”。有南越官员感叹，大量外币都被用于购入昂贵的消费品，而非投入生产。
1969年后，随着美援减少，南越经济形势连年恶化，南越政府甚至宣布禁止进口车辆。1974年，南越的通胀率超过200%。70年代后，随着美军机关人员逐步撤出，大量依赖美军机关的岗位消失，同时往日巨额的美元消费亦逐年递减，导致西贡经济陷入凋敝。文学家加布里埃尔·加西亚·马尔克斯评论道：“美国进驻下，这座城市失去了自己的文化身份，变成了一座被美军和援助物资包围的人造天堂。西贡人最终相信，这就是他们真实的生活。因此，战争结束，他们迷失了方向，脱离了现实，四年后，最后一批美国人撤离时，他们也无法恢复过来。”
1975年4月30日，越南人民军攻占西贡，标志着北越赢得越战，越南重归统一。20年的战争为西贡社会留下深重伤痕，据估计，1975年西贡的400万人口中，有15万海洛因成瘾者。1972年，西贡有50万妓女和酒吧女郎，约80万孤儿在街头流浪。
1963年至1975年期间，华人资本控制着南越各个关键的民营行业，掌控物资生产、分配及金融业。大量华人自18世纪以来移居越南南方，以堤岸为中心，逐步掌控当地的民营经济。1974年，华人掌控食品、纺织、化工、冶金和电气行业80%以上的生产设施，几乎实现贸易垄断，掌控100%的批发量、50%以上的零售量和90%的进出口量，并且几乎完全掌控越南南方市场价格。

### 当代历史

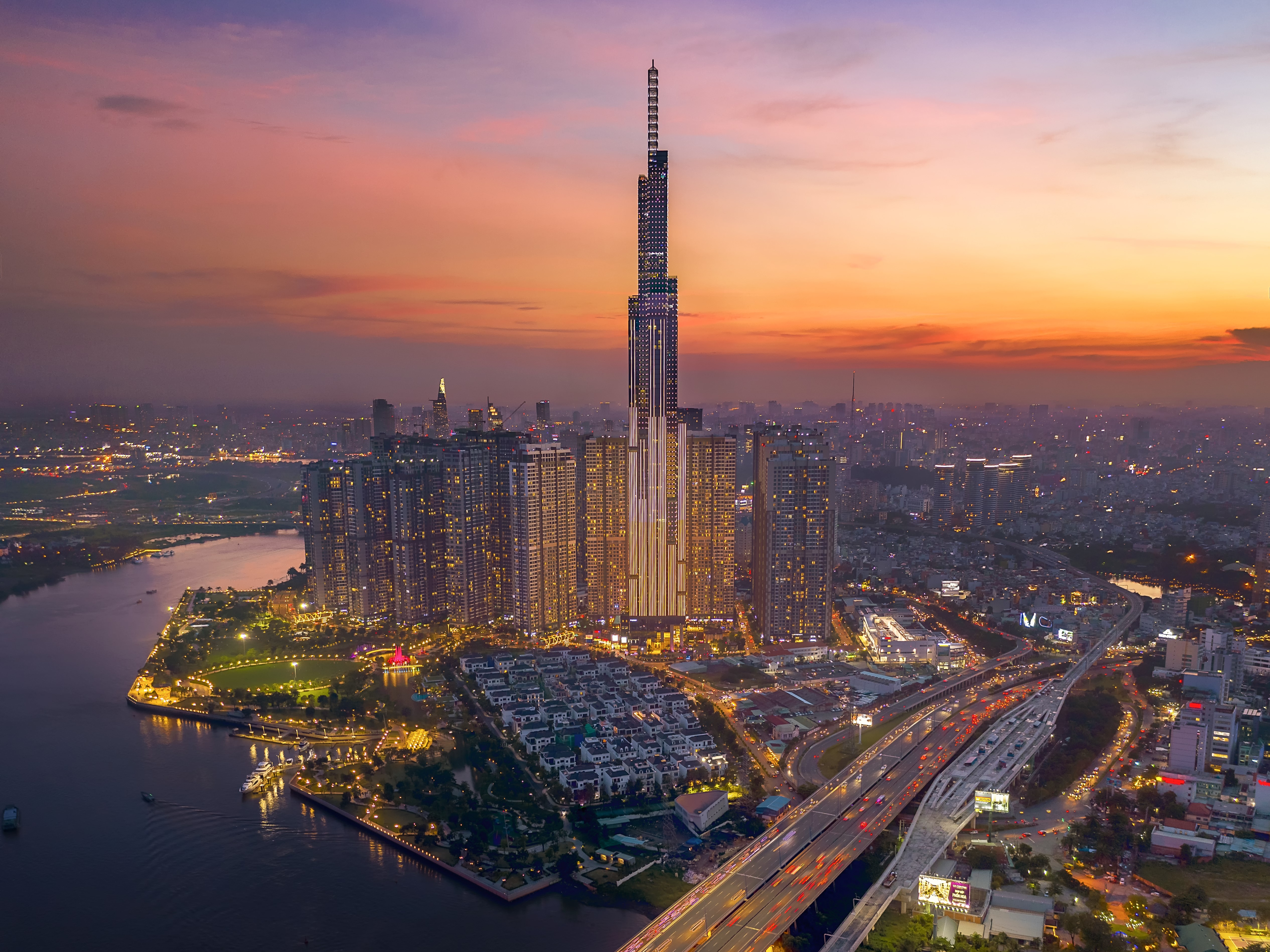
2018年竣工的摩天大楼地标塔81，现为越南第一高楼

1975年5月3日，越南南方共和国临时革命政府将南越的西贡和嘉定省合并为西贡-嘉定市。1976年7月2日，越南社會主義共和國成立，北越為紀念其政權創立人，原越南勞動黨主席胡志明，將西贡-嘉定市更名為胡志明市。而西貢一名在今越南仍廣為流傳，成為第一郡的俗名。
1976年，越南政府下令关闭华校，查抄华文报社。1978年，越南政府推动私有产业国有化，将华人资本所有的企业和设备收归国有。1978年，越南基本完成了对南方中小工业资产阶级的“改造”，华人对诸多行业的控制就此结束，过半华人亦就此逃离胡志明市。
进入80年代，越南政府的经济管理政策和各类改革举措实施不善，导致经济停滞及恶性通胀，在1985年达至顶峰。1986年，越南宣布实行革新开放政策，胡志明市成为越南对外开放的先锋，率先吸引外资。1987年，越南颁布《外国投资法》，从1988年到1990年，胡志明市获得投资总额达9.76亿美元。胡志明市的产业结构逐步转向轻工业和出口导向型消费品制造业，并且随着基础设施的改善和商贸的自由化，胡志明市作为越南经济领头羊的地位日益巩固，取得诸多经济发展成就。截至2018年底的估计，胡志明市的人均GDP超过6000美元，是全国平均水平的2.5倍。胡志明市2014年的地区GDP占到全国的30%。
胡志明市的人口亦快速增长，2014年的人口达795万。2017年，如果计入未注册居民，胡志明市的人口达到1300万；同时，根据统计，市内共有近760万辆摩托车，占越南全国摩托车数量的三分之一。
2025年7月1日和原巴地頭頓省及原平陽省合併。

## 地理

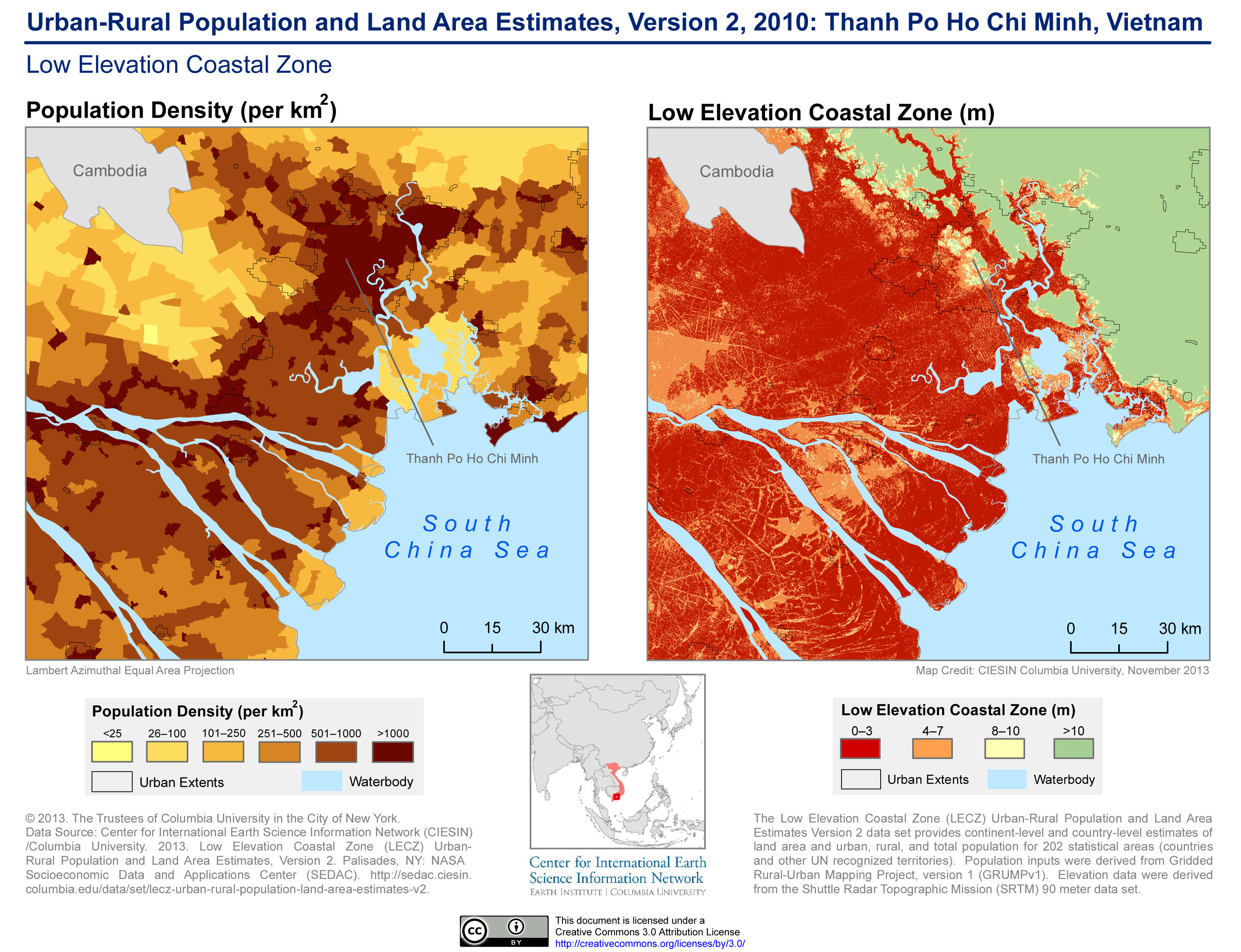
胡志明市人口密度和海拔分布。胡志明市面临较严重的海平面上升的威胁

胡志明市位于越南东南部地区，和湄公河三角洲相邻，距離首都河內1,760公里，市区平均海拔為5米，郊区平均海拔16米。北方毗鄰西寧省，東方為同奈省，西邻隆安省，南接前江省和南中国海，海岸线长15公里。佔地面積2095平方公里。
由于地处大湄公河三角洲，该市周边都是滩涂，这些滩涂已被大量改造用于农业生产。同时，胡志明市亦面临严峻的气候变化带来的洪涝威胁。雨季期间，受西贡河和同奈河涨潮和暴雨影响，胡志明市经常发生洪涝灾害。

### 氣候
胡志明市的气候属热带干湿季气候（Aw），平均湿度达78–82%。天氣較熱，四季如夏，冬季偶爾會有寒潮，但溫度仍尚稱溫暖，因此，透過雨量將一年分為兩個明顯的季節，雨季介於五月到十一月之間，平均降雨量大約為1,800mm，一年有大約150個雨天。乾季介於十二月到四月之間。年平均溫度為28°C，年最高溫有時發生在四月下旬的中午達到39°C，最低溫發生在十二月下旬的凌晨會下降到16°C。
| 胡志明市（新山一国际机场）                                                           | 胡志明市（新山一国际机场） | 胡志明市（新山一国际机场） | 胡志明市（新山一国际机场） | 胡志明市（新山一国际机场） | 胡志明市（新山一国际机场） | 胡志明市（新山一国际机场） | 胡志明市（新山一国际机场） | 胡志明市（新山一国际机场） | 胡志明市（新山一国际机场） | 胡志明市（新山一国际机场） | 胡志明市（新山一国际机场） | 胡志明市（新山一国际机场） | 胡志明市（新山一国际机场） |
| 月份                                                                                 | 1月                        | 2月                        | 3月                        | 4月                        | 5月                        | 6月                        | 7月                        | 8月                        | 9月                        | 10月                       | 11月                       | 12月                       | 全年                       |
| ------------------------------------------------------------------------------------ | -------------------------- | -------------------------- | -------------------------- | -------------------------- | -------------------------- | -------------------------- | -------------------------- | -------------------------- | -------------------------- | -------------------------- | -------------------------- | -------------------------- | -------------------------- |
| 历史最高温 °C（°F）                                                                  | 36.4 (97.5)                | 38.7 (101.7)               | 39.4 (102.9)               | 40.0 (104.0)               | 39.0 (102.2)               | 37.5 (99.5)                | 35.2 (95.4)                | 36.1 (97.0)                | 35.3 (95.5)                | 34.9 (94.8)                | 35.0 (95.0)                | 36.3 (97.3)                | 40.0 (104.0)               |
| 平均高温 °C（°F）                                                                    | 32.0 (89.6)                | 32.7 (90.9)                | 33.6 (92.5)                | 34.5 (94.1)                | 34.9 (94.8)                | 33.5 (92.3)                | 33.0 (91.4)                | 32.9 (91.2)                | 32.6 (90.7)                | 32.3 (90.1)                | 32.4 (90.3)                | 31.6 (88.9)                | 33.0 (91.4)                |
| 日均气温 °C（°F）                                                                    | 27.3 (81.1)                | 27.5 (81.5)                | 28.1 (82.6)                | 29.3 (84.7)                | 29.5 (85.1)                | 28.8 (83.8)                | 28.4 (83.1)                | 28.3 (82.9)                | 28.1 (82.6)                | 28.0 (82.4)                | 28.0 (82.4)                | 27.3 (81.1)                | 28.2 (82.8)                |
| 平均低温 °C（°F）                                                                    | 23.4 (74.1)                | 23.1 (73.6)                | 24.9 (76.8)                | 26.4 (79.5)                | 26.4 (79.5)                | 25.5 (77.9)                | 25.2 (77.4)                | 25.1 (77.2)                | 25.0 (77.0)                | 25.0 (77.0)                | 24.9 (76.8)                | 23.9 (75.0)                | 24.9 (76.8)                |
| 历史最低温 °C（°F）                                                                  | 13.8 (56.8)                | 16.0 (60.8)                | 17.5 (63.5)                | 20.0 (68.0)                | 21.1 (70.0)                | 20.4 (68.7)                | 19.4 (66.9)                | 20.0 (68.0)                | 20.8 (69.4)                | 19.8 (67.6)                | 17.6 (63.7)                | 13.9 (57.0)                | 13.8 (56.8)                |
| 平均降雨量 mm（）                                                                    | 12 (0.5)                   | 8 (0.3)                    | 18 (0.7)                   | 57 (2.2)                   | 202 (8.0)                  | 224 (8.8)                  | 231 (9.1)                  | 219 (8.6)                  | 490 (19.3)                 | 340 (13.4)                 | 128 (5.0)                  | 41 (1.6)                   | 1,970 (77.5)               |
| 平均降雨天数                                                                         | 2.0                        | 1.0                        | 1.0                        | 4.0                        | 13.0                       | 16.0                       | 19.0                       | 17.0                       | 18.0                       | 16.0                       | 9.0                        | 5.0                        | 121                        |
| 平均相對濕度（％）                                                                   | 72                         | 70                         | 70                         | 72                         | 79                         | 82                         | 83                         | 83                         | 85                         | 84                         | 80                         | 77                         | 78                         |
| 月均日照時數                                                                         | 245                        | 246                        | 272                        | 239                        | 195                        | 171                        | 180                        | 172                        | 162                        | 182                        | 200                        | 226                        | 2,490                      |
| 来源1：Vietnam Institute for Building Science and Technology, Asian Development Bank |                            |                            |                            |                            |                            |                            |                            |                            |                            |                            |                            |                            |                            |
| 来源2：World Meteorological Organization (rainfall)                                  |                            |                            |                            |                            |                            |                            |                            |                            |                            |                            |                            |                            |                            |

## 政治

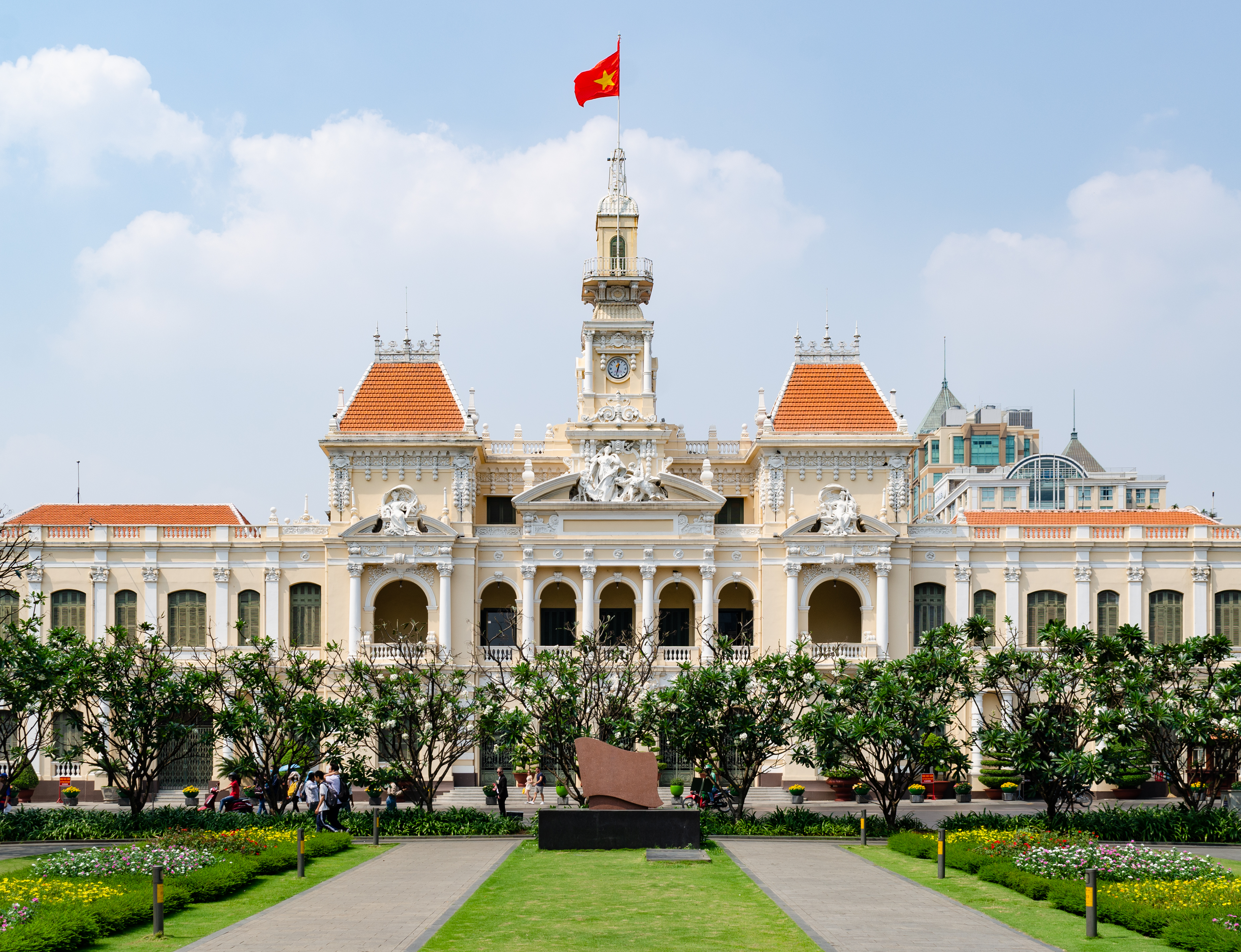
胡志明市人民委員會

《越南社會主義共和國憲法》第4條規定越南共產黨是越南执政党，也是该国唯一的合法政党，该党在胡志明市设有越南共产党胡志明市委员会（胡志明市委），负责总管市内的政治、思想和組織領導工作，胡志明市的地方立法機關胡志明市人民议会、行政机关胡志明市人民委员会、統一戰線組織胡志明市祖国阵线委员会、司法机关胡志明市人民检察院、胡志明市人民法院、越南人民軍在胡志明市的军事机关省級軍事部等政治、军事组织均接受胡志明市委的领导。現任市委書記是阮文年，他也是越南共产党中央政治局的成员。按職務，市委書記位列第一，市人民委員會主席位列第二位，而市人民议会主席位列第三位。

### 行政區划
目前，胡志明市共下辖113坊、54社及崑島特區一个特区，市人民委员会位于西贡坊。
1975年5月3日，越南南方共和国临时革命政府将南越的西贡和嘉定省合并为西贡-嘉定市。1976年7月2日，越南社會主義共和國成立，西贡-嘉定市更名為胡志明市。
西贡─嘉定市包括原西贡都城全境11郡、嘉定省旧邑郡、新平郡、旭门郡、守德郡、平政郡、茹𦨭郡6郡、厚义省纠支郡1郡、平阳省富和郡1郡、隆安省芹湥郡合福社1社、厚义省德和郡德和社部分区域。全市下辖第一郡、第二郡、第三郡、第四郡、第五郡、第六郡、第七郡、第八郡、第九郡、第十郡、第十一郡、平和郡（原旧邑郡平和社）、盛美西郡、亨通郡（原旧邑郡亨通社）、通西会郡（包括原旧邑郡安仁社）、富润郡（原新平郡富润社）、新山二郡（包括原新平郡新富社、富寿和社）、新山和郡（原新平郡新山和社）、纠支县（原纠支郡和富和郡合并）、平政县（原平政郡和新平郡永禄社、平兴和社、德和郡德和社部分区域改制的永利社）、旭门县（原旭门郡和旧邑郡安富东社、盛禄村社）、茹𦨭县（原茹𦨭郡和芹湥郡合福社）、守德县18郡5县。
1976年5月20日，西贡-嘉定市革命人民委员会通过合并行政区划单位的决议，第二郡并入第一郡，第七郡并入第八郡，平和郡和盛美西郡合并为平盛郡，亨通郡和通西会郡合并为旧邑郡，新山二郡和新山和郡合并为新平郡，第九郡分成首添社和安庆社2社并入守德县。合并之后，西贡-嘉定市仍辖第一郡、第三郡、第四郡、第五郡、第六郡、第八郡、第十郡、第十一郡、平盛郡、旧邑郡、富润郡、新平郡、纠支县、平政县、旭门县、茹𦨭县、守德县12郡5县。
1976年9月18日，崑岛县划归胡志明市管辖。
1977年1月15日，崑岛县划归后江省管辖。
1978年12月29日，同奈省沿海县划归胡志明市管辖。
1991年12月18日，沿海县更名为芹蒢县。
1997年1月6日，守德县分设为守德郡、第二郡和第九郡，茹𦨭县析置第七郡，旭门县析置第十二郡。
2003年11月5日，平政县析置平新郡，新平郡析置新富郡。
2020年12月9日，守德郡、第二郡和第九郡合并为守德市。
2025年7月1日和原巴地頭頓省及原平陽省合併。同时废除所有下辖的郡、市、縣，目前，胡志明市共下辖113坊、54社及崑島特區一个特区。

#### 坊
- 安東坊（Phường An Đông）
- 安會東坊（Phường An Hội Đông）
- 安會西坊（Phường An Hội Tây）
- 安慶坊（Phường An Khánh）
- 安樂坊（Phường An Lạc）
- 安仁坊（Phường An Nhơn）
- 安富坊（Phường An Phú）
- 安富東坊（Phường An Phú Đông）
- 巴地坊（Phường Bà Rịa）
- 棋盤坊（Phường Bàn Cờ）
- 七賢坊（Phường Bảy Hiền）
- 𤅶葛坊（Phường Bến Cát）
- 𤅶城坊（Phường Bến Thành）
- 平基坊（Phường Bình Cơ）
- 平陽坊（Phường Bình Dương）
- 平東坊（Phường Bình Đông）
- 平和坊（Phường Bình Hòa）
- 平興和坊（Phường Bình Hưng Hòa）
- 平利中坊（Phường Bình Lợi Trung）
- 平富坊（Phường Bình Phú）
- 平貴坊（Phường Bình Quới）
- 平新坊（Phường Bình Tân）
- 平西坊（Phường Bình Tây）
- 平盛坊（Phường Bình Thạnh）
- 平泰坊（Phường Bình Thới）
- 平仙坊（Phường Bình Tiên）
- 平治東坊（Phường Bình Trị Đông）
- 平征坊（Phường Bình Trưng）
- 吉來坊（Phường Cát Lái）
- 梂嶠坊（Phường Cầu Kiệu）
- 梂翁領坊（Phường Cầu Ông Lãnh）
- 政協坊（Phường Chánh Hiệp）
- 政興坊（Phường Chánh Hưng）
- 政富和坊（Phường Chánh Phú Hòa）
- 𢄂𡘯坊（Phường Chợ Lớn）
- 𢄂館坊（Phường Chợ Quán）
- 延鴻坊（Phường Diên Hồng）
- 以安坊（Phường Dĩ An）
- 東和坊（Phường Đông Hòa）
- 東興順坊（Phường Đông Hưng Thuận）
- 德潤坊（Phường Đức Nhuận）
- 嘉定坊（Phường Gia Định）
- 舊邑坊（Phường Gò Vấp）
- 亨通坊（Phường Hạnh Thông）
- 協平坊（Phường Hiệp Bình）
- 和平坊（Phường Hòa Bình）
- 和興坊（Phường Hòa Hưng）
- 和利坊（Phường Hòa Lợi）
- 慶會坊（Phường Khánh Hội）
- 萊眺坊（Phường Lái Thiêu）
- 靈春坊（Phường Linh Xuân）
- 隆平坊（Phường Long Bình）
- 隆香坊（Phường Long Hương）
- 隆原坊（Phường Long Nguyên）
- 隆福坊（Phường Long Phước）
- 隆長坊（Phường Long Trường）
- 明鳳坊（Phường Minh Phụng）
- 饒祿坊（Phường Nhiêu Lộc）
- 富安坊（Phường Phú An）
- 富定坊（Phường Phú Định）
- 富林坊（Phường Phú Lâm）
- 富利坊（Phường Phú Lợi）
- 富美坊（Phường Phú Mỹ）
- 富潤坊（Phường Phú Nhuận）
- 富盛坊（Phường Phú Thạnh）
- 富壽坊（Phường Phú Thọ）
- 富壽和坊（Phường Phú Thọ Hòa）
- 富順坊（Phường Phú Thuận）
- 福隆坊（Phường Phước Long）
- 福勝坊（Phường Phước Thắng）
- 瀝蒢坊（Phường Rạch Dừa）
- 柴棍坊（Phường Sài Gòn）
- 三平坊（Phường Tam Bình）
- 三隆坊（Phường Tam Long）
- 三勝坊（Phường Tam Thắng）
- 增仁富坊（Phường Tăng Nhơn Phú）
- 新平坊（Phường Tân Bình）
- 新定坊（Phường Tân Định）
- 新東協坊（Phường Tân Đông Hiệp）
- 新海坊（Phường Tân Hải）
- 新和坊（Phường Tân Hòa）
- 新協坊（Phường Tân Hiệp）
- 新興坊（Phường Tân Hưng）
- 新慶坊（Phường Tân Khánh）
- 新美坊（Phường Tân Mỹ）
- 新富坊（Phường Tân Phú）
- 新福坊（Phường Tân Phước）
- 新山坊（Phường Tân Sơn）
- 新山和坊（Phường Tân Sơn Hòa）
- 新山一坊（Phường Tân Sơn Nhất）
- 新山二坊（Phường Tân Sơn Nhì）
- 新造坊（Phường Tân Tạo）
- 新城坊（Phường Tân Thành）
- 新泰協坊（Phường Tân Thới Hiệp）
- 新順坊（Phường Tân Thuận）
- 新淵坊（Phường Tân Uyên）
- 西南坊（Phường Tây Nam）
- 西盛坊（Phường Tây Thạnh）
- 盛美西坊（Phường Thạnh Mỹ Tây）
- 通西會坊（Phường Thông Tây Hội）
- 泰安坊（Phường Thới An）
- 泰和坊（Phường Thới Hòa）
- 順安坊（Phường Thuận An）
- 順交坊（Phường Thuận Giao）
- 土龍木坊（Phường Thủ Dầu Một）
- 守德坊（Phường Thủ Đức）
- 中美西坊（Phường Trung Mỹ Tây）
- 永會坊（Phường Vĩnh Hội）
- 永新坊（Phường Vĩnh Tân）
- 头顿坊（Phường Vũng Tàu）
- 莉園坊（Phường Vườn Lài）
- 照村坊（Phường Xóm Chiếu）
- 春和坊（Phường Xuân Hòa）

#### 社
- 安隆社（Xã An Long）
- 安仁西社（Xã An Nhơn Tây）
- 安泰東社（Xã An Thới Đông）
- 婆点社（Xã Bà Điểm）
- 保邦社（Xã Bàu Bàng）
- 保林社（Xã Bàu Lâm）
- 北新淵社（Xã Bắc Tân Uyên）
- 平政社（Xã Bình Chánh）
- 平洲社（Xã Bình Châu）
- 平也社（Xã Bình Giã）
- 平興社（Xã Bình Hưng）
- 平慶社（Xã Bình Khánh）
- 平利社（Xã Bình Lợi）
- 平美社（Xã Bình Mỹ）
- 芹蒢社（Xã Cần Giờ）
- 週德社（Xã Châu Đức）
- 周坡社（Xã Châu Pha）
- 糾支社（Xã Củ Chi）
- 油汀社（Xã Dầu Tiếng）
- 坦赭社（Xã Đất Đỏ）
- 東盛社（Xã Đông Thạnh）
- 合福社（Xã Hiệp Phước）
- 和協社（Xã Hòa Hiệp）
- 和會社（Xã Hòa Hội）
- 旭門社（Xã Hóc Môn）
- 占湖社（Xã Hồ Tràm）
- 興隆社（Xã Hưng Long）
- 金龍社（Xã Kim Long）
- 隆田社（Xã Long Điền）
- 隆海社（Xã Long Hải）
- 隆和社（Xã Long Hòa）
- 隆山社（Xã Long Sơn）
- 明盛社（Xã Minh Thạnh）
- 義交社（Xã Ngãi Giao）
- 義城社（Xã Nghĩa Thành）
- 茹𦨭社（Xã Nhà Bè）
- 潤德社（Xã Nhuận Đức）
- 富教社（Xã Phú Giáo）
- 富和東社（Xã Phú Hòa Đông）
- 福海社（Xã Phước Hải）
- 福和社（Xã Phước Hòa）
- 福城社（Xã Phước Thành）
- 新安會社（Xã Tân An Hội）
- 新日社（Xã Tân Nhựt）
- 新永祿社（Xã Tân Vĩnh Lộc）
- 清安社（Xã Thanh An）
- 盛安社（Xã Thạnh An）
- 泰美社（Xã Thái Mỹ）
- 上新社（Xã Thường Tân）
- 儲文措社（Xã Trừ Văn Thố）
- 永祿社（Xã Vĩnh Lộc）
- 春山社（Xã Xuân Sơn）
- 春泰山社（Xã Xuân Thới Sơn）
- 川木社（Xã Xuyên Mộc）

#### 特區
- 崑島特區（Đặc khu Côn Đảo）

## 經濟

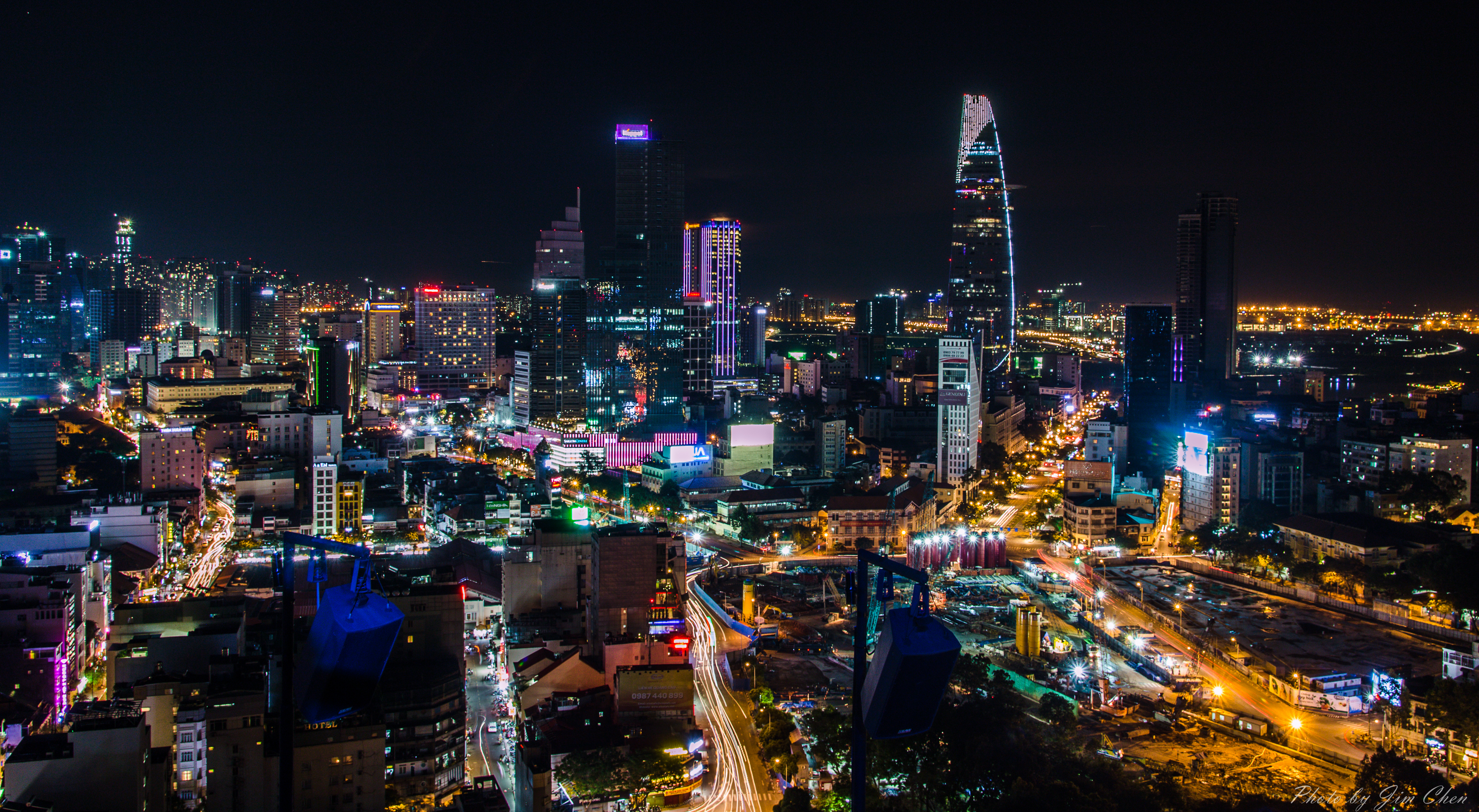
原第一郡是胡志明市政治、经济、文化中心

胡志明市不但是越南最大的城市，而且是越南最重要的經濟中心。胡志明市只佔全國土地面積的0.6%，但人口佔超過8%，佔越南國內生產總值的20.5%，工業產值佔全國27.9%，外國直接投資佔全國37.9%。2021年，胡志明市的地区生产总值达564.7亿美元，第三产业产值占63.4%，第二产业占22.4%，第一产业占0.6%。人均生产总值达6,173美元，远高于越南全国人均（3,000美元）。胡志明市的經濟涵蓋不同領域，從矿业、渔业、農業、加工业，至旅遊、金融業、貿易，國有部門佔33.3%，私營部門4.6%，余下则是外资。
市內有大約30萬家企業，包括許多大型企業，涉及高科技、電子、加工、輕工業等行業，還從事建築、建材和農業產品。目前，全市有15個工業園區和加工出口區，及光中軟體園區、西贡高科技园区。胡志明市证券交易所成立于1998年，是越南第一家证券交易所，为越南股票市场交易的中心。西贡港是越南头等重要的外贸港口，是越南唯一可停泊后巴拿马型船只的港口，2013年，其吞吐量位居全球第24位。
胡志明市民的購買能力越来越高，因此市內有不少的高級商場供給市民及遊客消費，如西貢交易廣場、鑽石廣場等。胡志明市的消费水平亦是越南最高，2007年的消费规模是首都河内的1.5倍。
2019冠状病毒病疫情令到胡志明市经济遭受较大压力，其2021年的地区生产总值下降了6.78%，其中服务业产值下降54.93%。2022年，胡志明市地区生产总值增长9%，基本恢复至疫情前水准，但正遭受通货膨胀影响，房地产和债券市场面临较大压力。该市亦长期面临制造业技术水平低、基础设施承载力差、物价较高的问题。

## 社会

### 人口

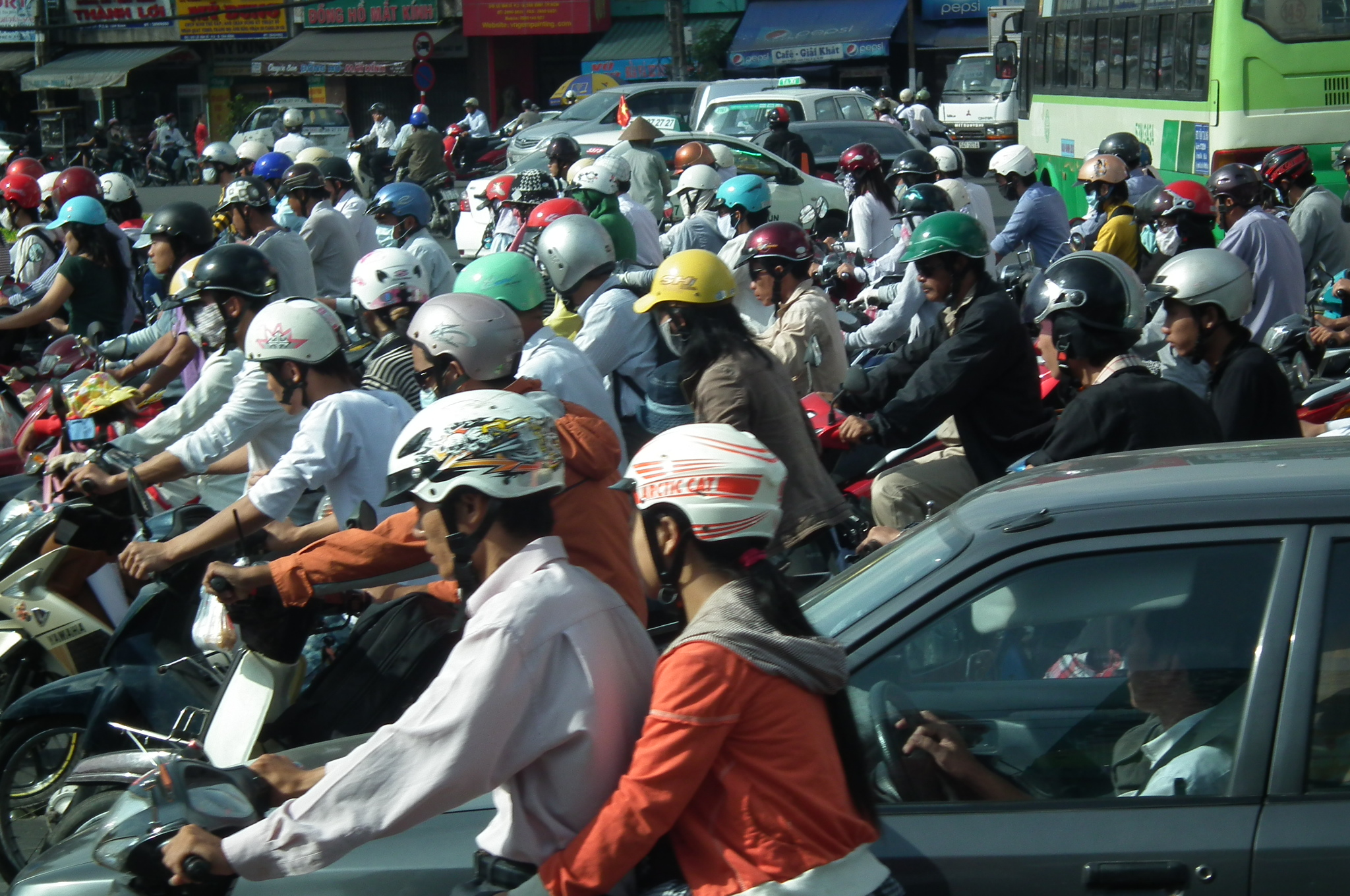
胡志明市的人口增长迅速

胡志明市2023年的统计人口为945.7万，依人口计为越南第一大城市，為全越人口最集中的地區，也是人口最多的省級行政區。作為越南最大的經濟和金融中心，近年來胡志明市吸引了越來越多的外省移民，因此人口快速增長，平均每五年就迎来100万名新移民，带来较高的人口压力。据2019年统计，胡志明市的性别比例为95名男性对100名女性，为全越南最低，显示其城市化移民有着女多男少的趋势。
胡志明市的城乡人口分布不均，人口密集的城区如第四郡、第五郡、第十郡、第十一郡，人口密度高达4万人每平方公里，而乡村地区则人口密度较低，例如芹蒢县的人口密度仅为102人每平方公里。2009年胡志明市的人口自然增长率为1.07%，而相比之下，其机械增长率为2.5%，显示出较明显的迁入趋势。近年来，胡志明市核心地区的人口有下降趋势。
民族方面，越南的主体民族——京族占93.52%，而华族为人口最多的少数民族，占5.78%，主要居住在堤岸地区，主要是中国南方省份移民，包括广府民系、潮州民系、闽南民系、海南民系、客家民系。其他民族包括高棉族，占0.34%；占族，占0.1%。此外，在第一郡还有一支来自印尼巴韋安島的小社群，2015年约有400人。外籍人口主要来自韩国、日本、美国、南非、菲律宾和英国。
宗教方面，根据2009年的统计，天主教和佛教为主流，佛教徒有116.5万，天主教徒有74.5万。此外，还包括高台教，3.16万信徒；新教，2.7万信徒；伊斯兰教，6,580名信徒；和好教，4,894名信徒。

### 教育

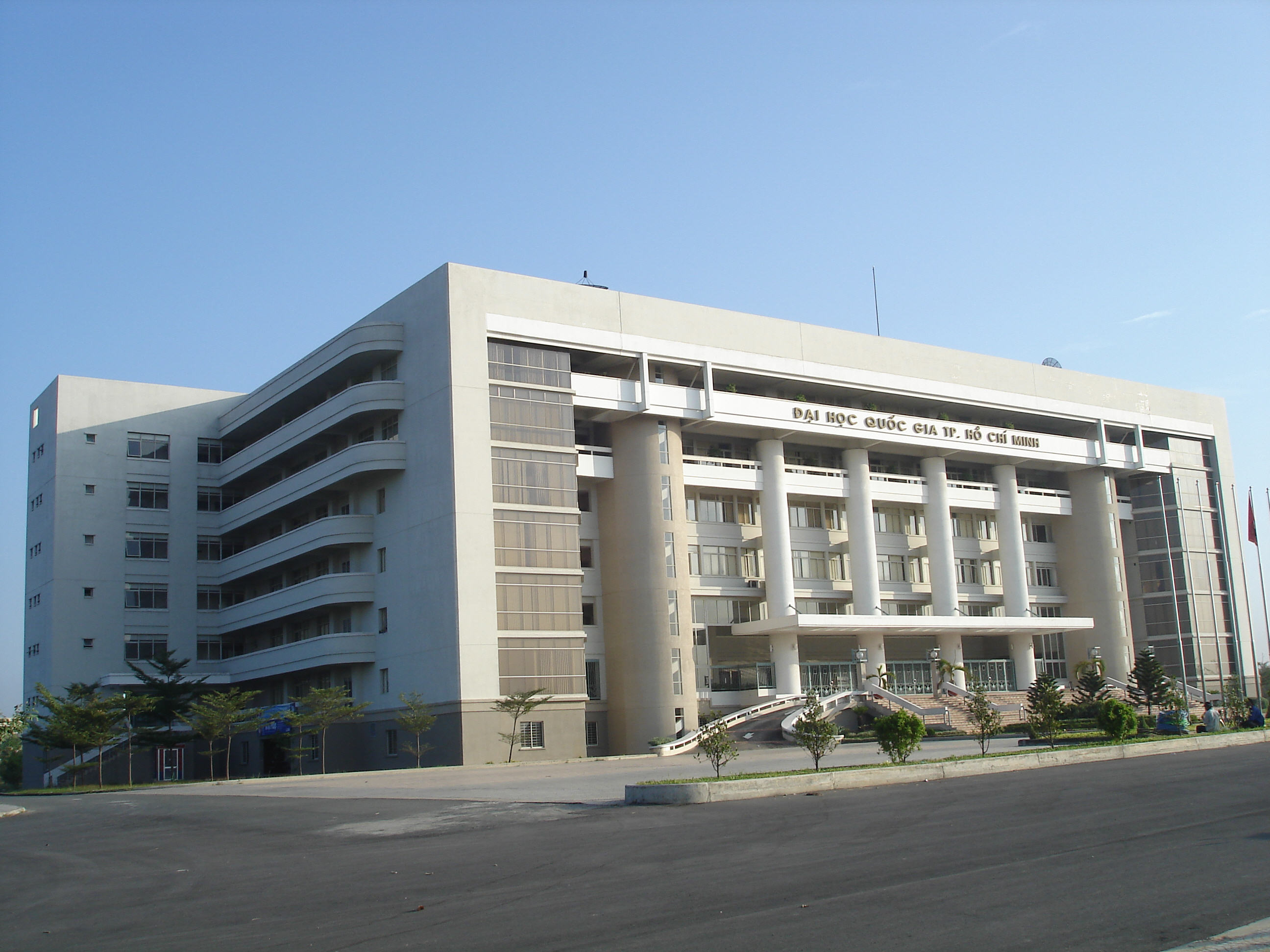
胡志明市國家大學

胡志明市的高等教育相當發達，截至2010年，集中了80所大學和學院，拥有超過40萬學生。胡志明市國家大學是南部地區最重要的大學，包括6個下属学院：胡志明市理工大學、胡志明市自然科学大学、胡志明市社会科学及人文大学、胡志明市国际大学、胡志明市经济法律大学、胡志明市信息工业大学。
其他重要高等教育機構包括：胡志明市師範大學、胡志明市经济大学、胡志明市建筑大学、医學大学、胡志明市农林大学、胡志明市法律大学、胡志明市技术教育大学、胡志明市銀行大學、胡志明市工业大学、胡志明市公开大学、胡志明市體育大學、胡志明市美術大學、胡志明市文化大学、胡志明市音樂學院、西贡理工学院、文郎大学、西贡大学和莲花大学。
一般來說，公立大學更具优势，因為它們比私立大學更便宜、更難以進入並拥有更高的聲譽。特别是許多知名的公立大學都集中在胡志明市。在最近幾年，越南學生有一種趋向，他們在出國進修前会进入大學。一些開設國際英語語言課程的著名學校也位于胡志明市。皇家墨尔本理工大学（RMIT）在胡志明市设置了越南国际大学（RMIT International University Vietnam），有约6,000名学生。

### 醫療
城市的醫療體系由市內近100家公共醫院以及為數眾多的私人診所組成。胡志明市目前擁有越南地區最完善的醫療體系，而這些醫療機構則配備有最尖端的醫療器械。完備的醫療體系和優質的醫療服務同時也吸引了大批的外國患者前來就診。
市內擁有國際標準的醫院有：
- 胡志明醫藥大學震興醫院
- 國際醫療中心
- 大水鑊醫院
- 哥倫比亞-亞洲醫療中心
- 法越醫院
- 嘉定診所
- 國際SOS
- 西貢診所

## 交通

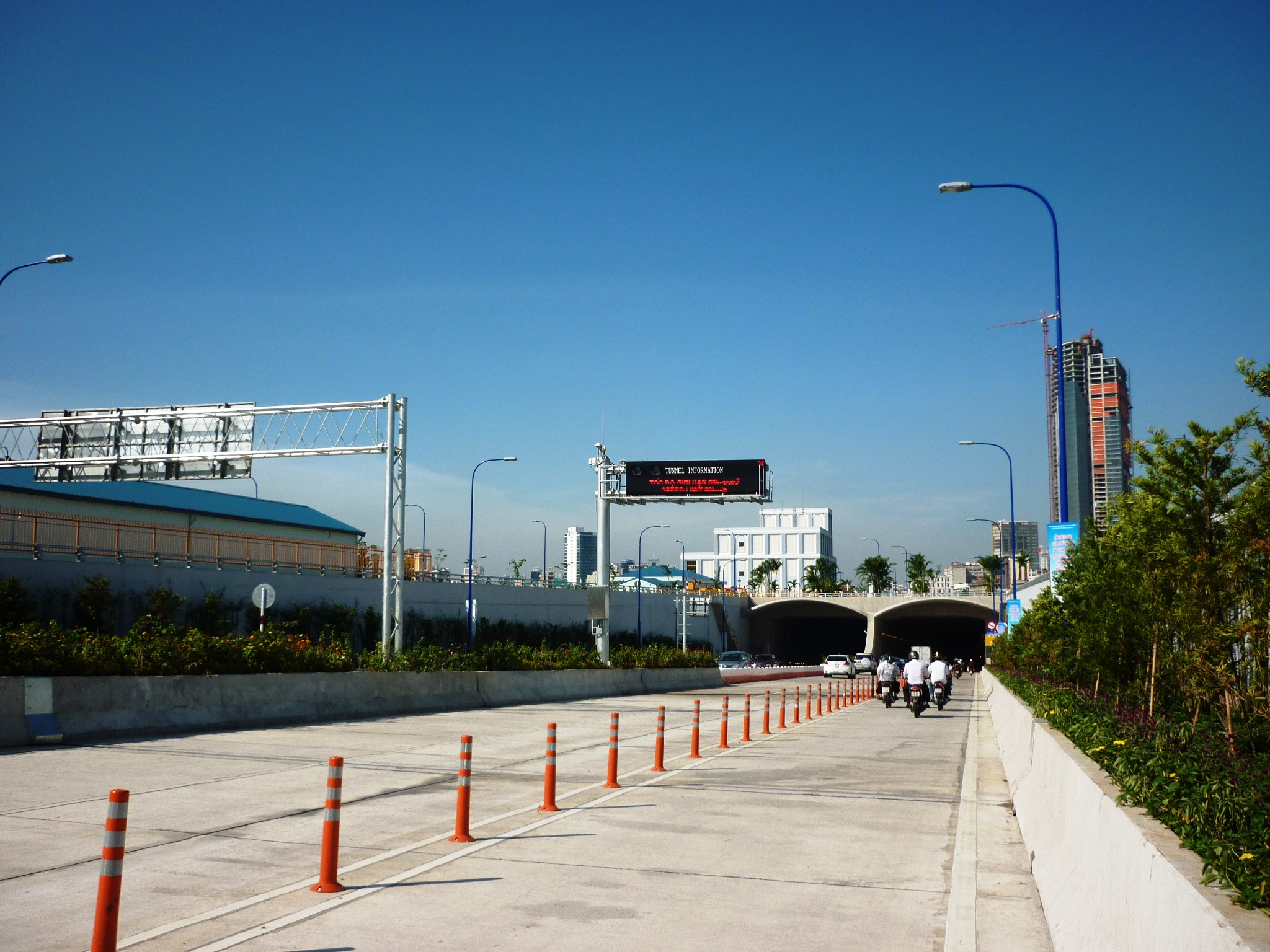
西贡河隧道是东南亚最长的水路隧道

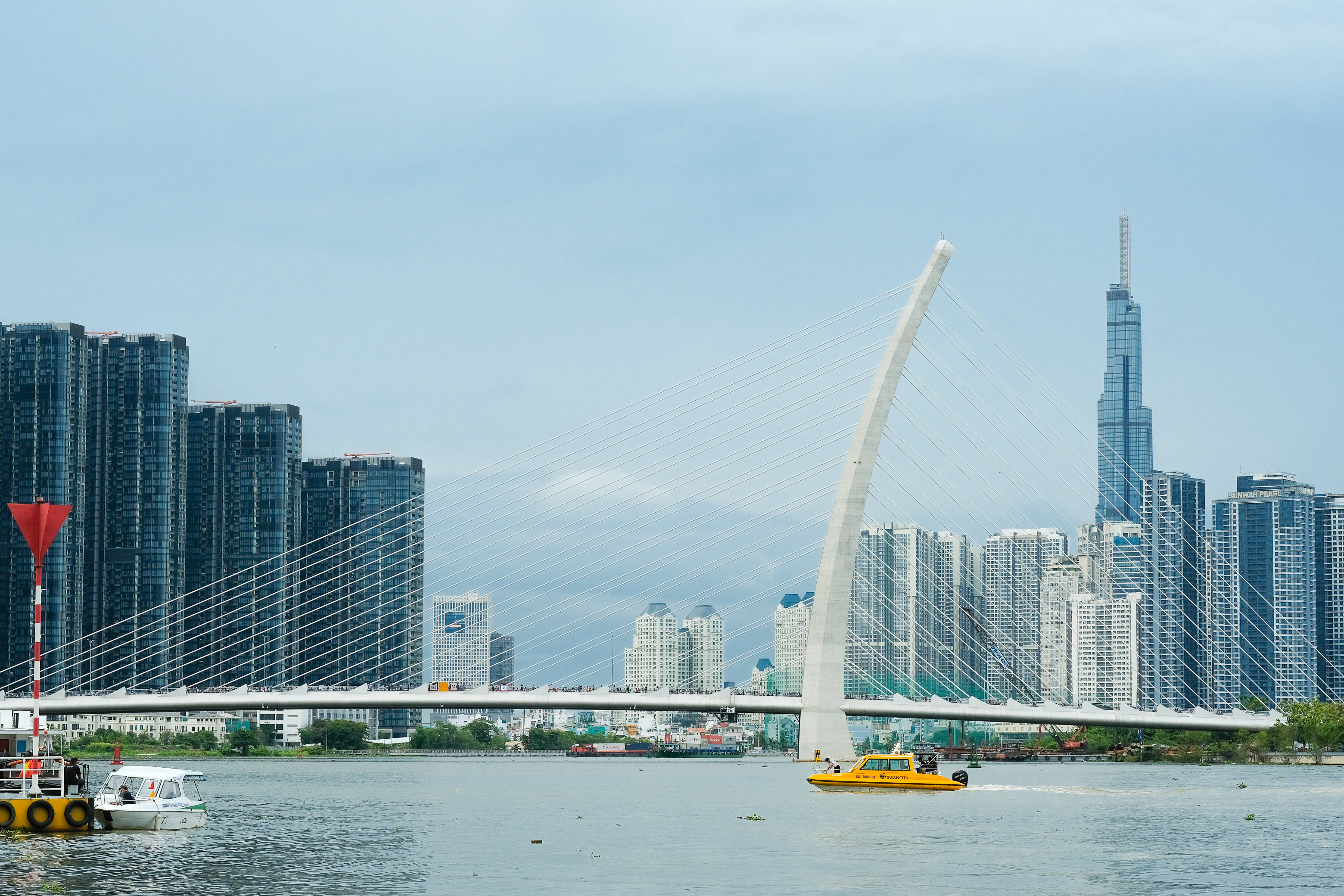
巴逊橋（Cầu Ba Son），2022年完工，沟通胡志明市核心区和首添新都市区

胡志明市地理位置优越，从而成为越南乃至东南亚重要的交通枢纽。与河内不同，由于濒临西贡河畔，胡志明市有较大比例的水运交通量。仅就货物运输而言，海运约占该市货运总量的29%，河运约占20%。公路运输仅占货运量的44%，但却占客运量的85.6%。胡志明市的主要機場是新山一國際機場，位於新平郡，是目前越南最大的機場，2023年旅客人數超過4073萬人次，远超其设计承载量。位于同奈省的隆城市的隆城國際機場離胡志明市東北部約40公里，计划于2025年完工投运，將服务于飞往胡志明市的國際航班，设计年吞吐量上限为1亿人次，屆時新山一國際機場則只會服务于國內航班。

### 公路
胡志明市区主要有两条高速公路通过：胡志明市–隆城–油之高速公路和胡志明市–忠良高速公路。
在市內，一般居民以摩托車、私家車、計程車及巴士為主要交通工具，另外在旅遊區，有大量的三輪車等特色的交通工具供人乘坐，但價格較其他的交通工具還要高。据2017年统计，胡志明市居民拥有760万辆摩托车，为越南国民拥有摩托车总量的三分之一；车辆有约70万辆。因此，胡志明市亦面临较严重的交通拥堵问题。

### 水路
該市位於西貢河两岸，為繁華的商業和客運港口。除了絡繹不絕的貨船，亦有往返周边地区码头的客船，包括頭頓、芹苴、湄公河三角洲和金邊。有西貢河隧道、首添橋（Cầu Thủ Thiêm）、富美橋（Cầu Phú Mỹ）、巴山橋等交通設施聯絡兩岸。2017年，西贡水巴正式运营，提供往来西贡河两岸第一郡和守德市的客运交通服务。
该市主要的港口有西贡港、𤅶牺（Bến Nghé）、茹𦨭（Nhà Bè）、西贡新港（Tân Cảng）。西贡港是越南的重要港口，货运吞吐量占全国港口总量的25%。然而，胡志明市尚未实现顺畅的铁水联运。

### 航空
- 新山一國際機場为目前越南境内最大的机场，占越南航空客运量的一半以上。[105][106]
- 隆城國際機場位于胡志明市东北40公里的同奈省隆城县，是胡志明市正在施工中的国际机场。完全建成后，每年将有1亿乘客，新山一国际机场则改为服务越南国内航线。[107]

### 鐵路
- 越南南北鐵路：平挑站 - 舊邑站 - 西貢站

胡志明市境内的铁路网并未和港口等重要基础设施枢纽相连，故并不发达，货运量仅占6%，客运量占0.6%。

### 公共交通

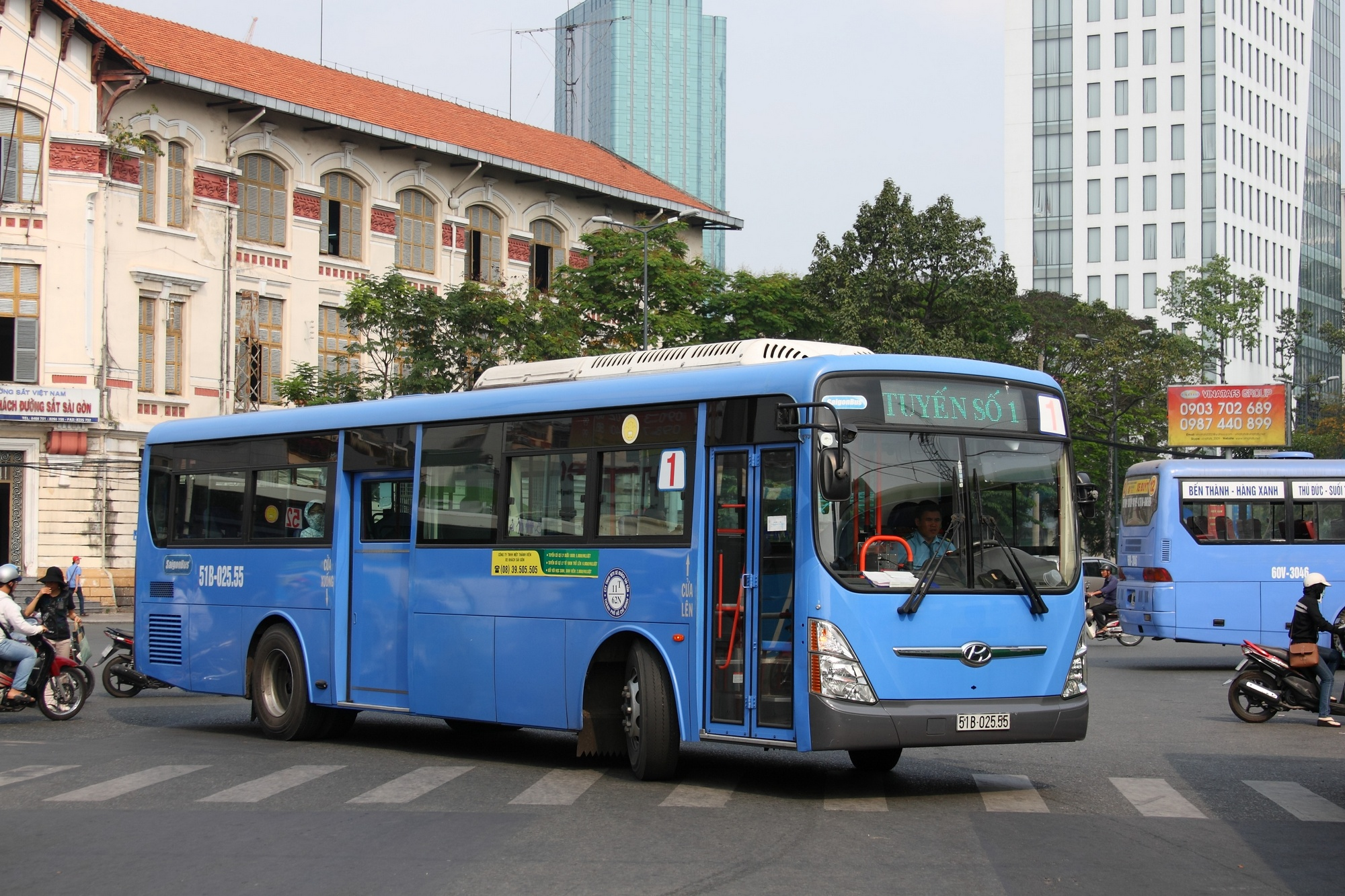
胡志明市巴士

胡志明市巴士于2002年恢复营运，2023年共有127条线路，但其规划受诟病，有65%的线路存在重叠问题。
胡志明市正在興建胡志明市地鐵，是越南继河内之后第二個擁有地鐵的城市。胡志明市地鐵大部分路线在建設階段，一號線於2024年12月投入使用。這條地鐵線將濱城市場至位於第九郡仙泉公園連接，車廠設於第九郡的隆平坊，預計完工时每天可以運載16萬人次，之後每天可運載63.5萬人次，到2040年每天運載量更將超過80萬人次。另外一條連接濱城和第十二郡的地鐵線的二號線已獲政府批准。其他幾條地鐵線目前正進行可行性研究。胡志明市地鐵項目是由直轄於胡志明市人民委員會主席的城市鐵路管理機構（MAUR）管理，該機構最近提出的計劃建議興建不少於6條地鐵線。

## 文化

### 饮食

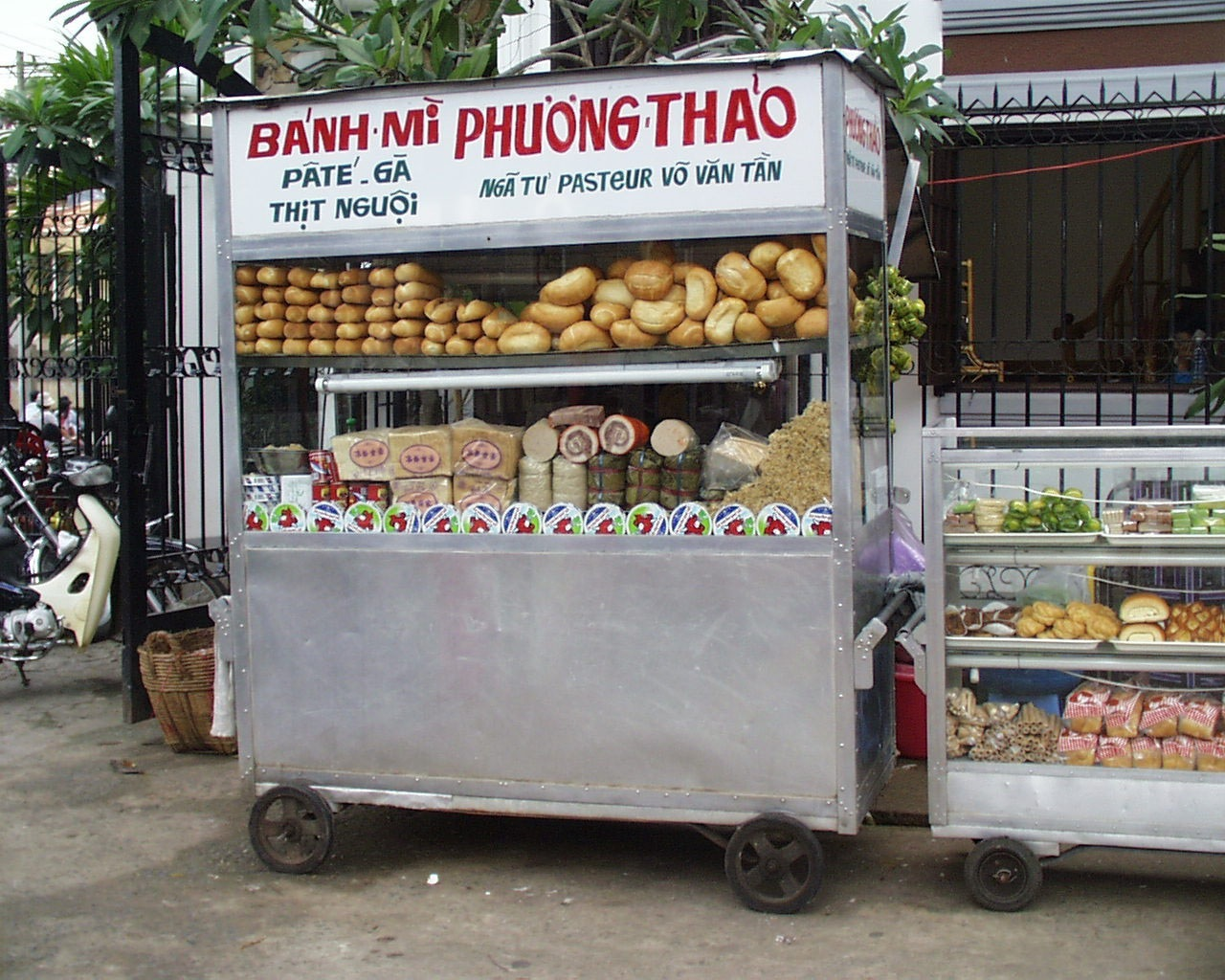
西贡街头售卖越式法包的摊贩，摄于1998年

胡志明市有着浓厚的美食文化氛围，有大量路边餐馆、咖啡厅和小吃摊，以价格低廉闻名，提供越式河粉、越式法包、碎米、越南煎餅等越南特色菜肴。其街头小吃文化国际闻名。越式法包起源于西贡，如今是全球著名的街头小吃。

### 建築
胡志明市建有诸多传统风格的大型建筑物，法属时代的市政宫、中心邮局、圣母堂、濱城市場都是法国殖民式建筑风格的典例。作为华人聚居地的堤岸汇聚了各式中国南方风格的祠堂寺庙，历史可追溯至18世纪，包括岭南式的穗城会馆、潮州式的義安會館、闽南式的二府会馆等等。越南共和国时期，流行现代主义风格建筑，如独立宫。
以往的胡志明市較少高層建物，西貢時代只有紅教堂、舍利寺鐘樓、前南越總統府、前美國大使館等大型地標的高度較高。但近年來胡志明市隨經濟成長，興建了不少摩天大樓，主要集中在市中心的第一郡。現時全市最高的地標塔 81，於2018年完工，也是目前全越南最高的摩天大樓。全市第二高的金融塔共有68層、地下3層，設有辦公室、酒店。它約262.5米高，建築面積約114,000平方米，於2010年底完工，全越南第四高，全西贡第二高。較之前的西貢交易廣場高35層，除了辦公室也有大量摩天住宅，租金亦不便宜。

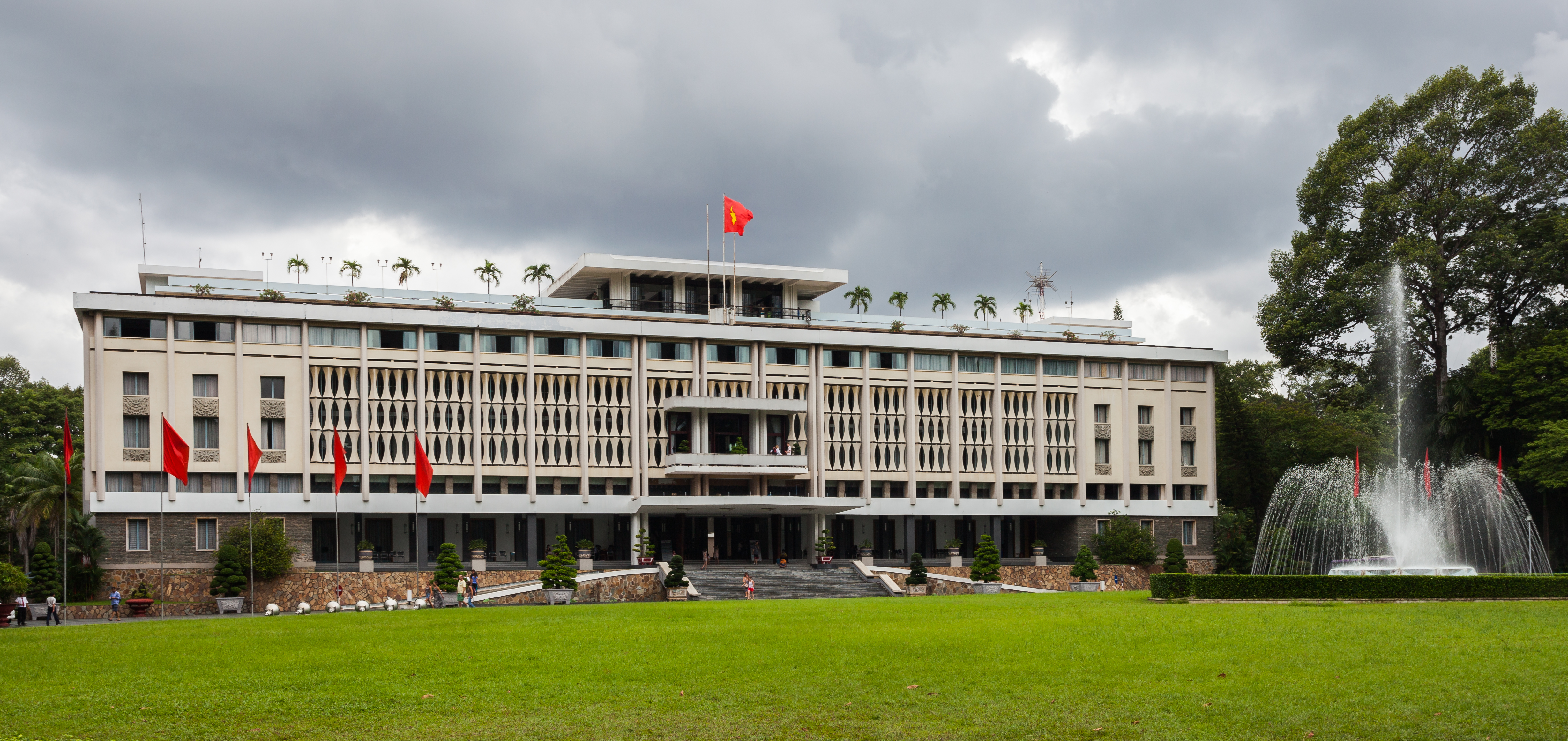
統一宮
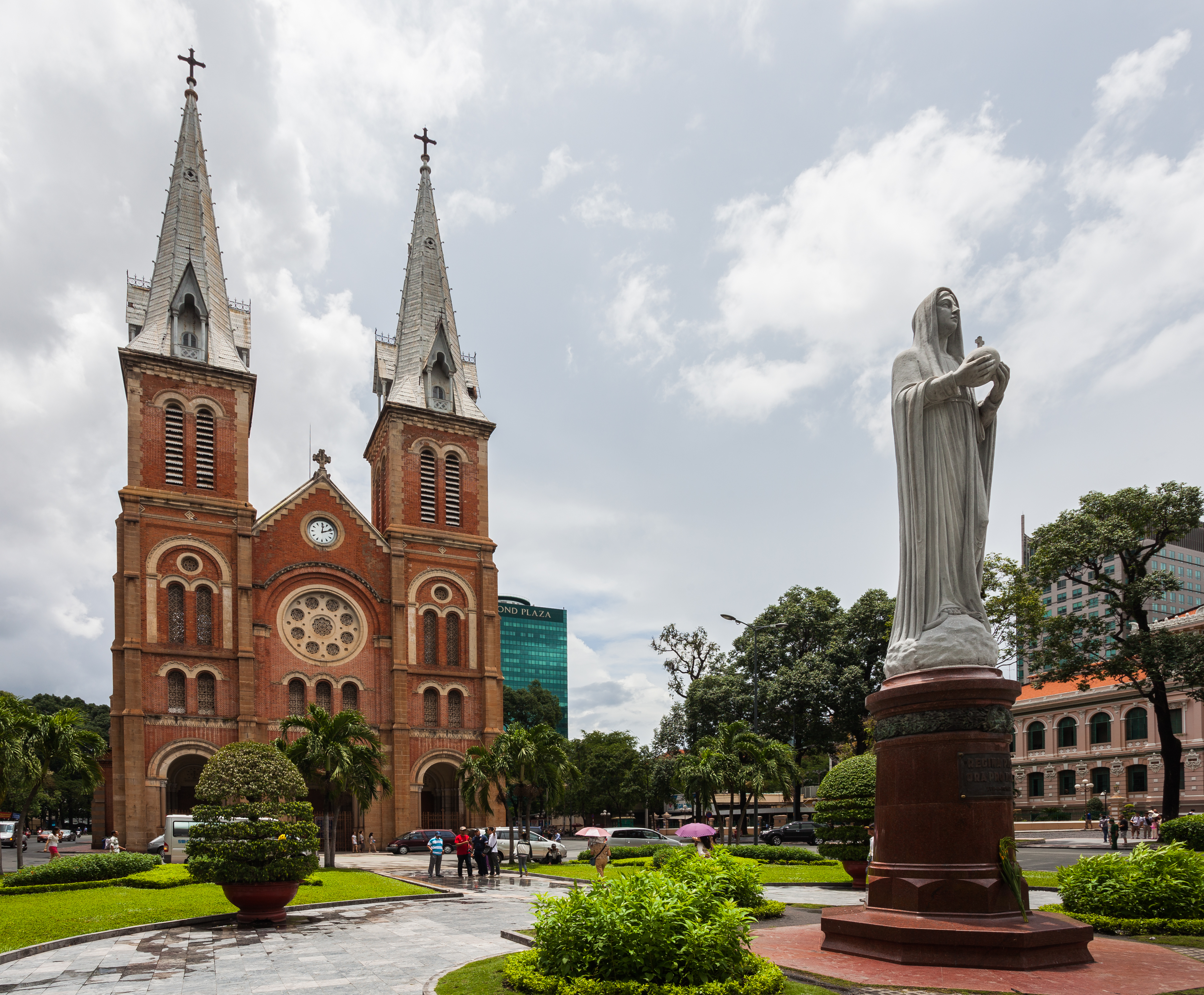
西貢聖母聖殿主教座堂
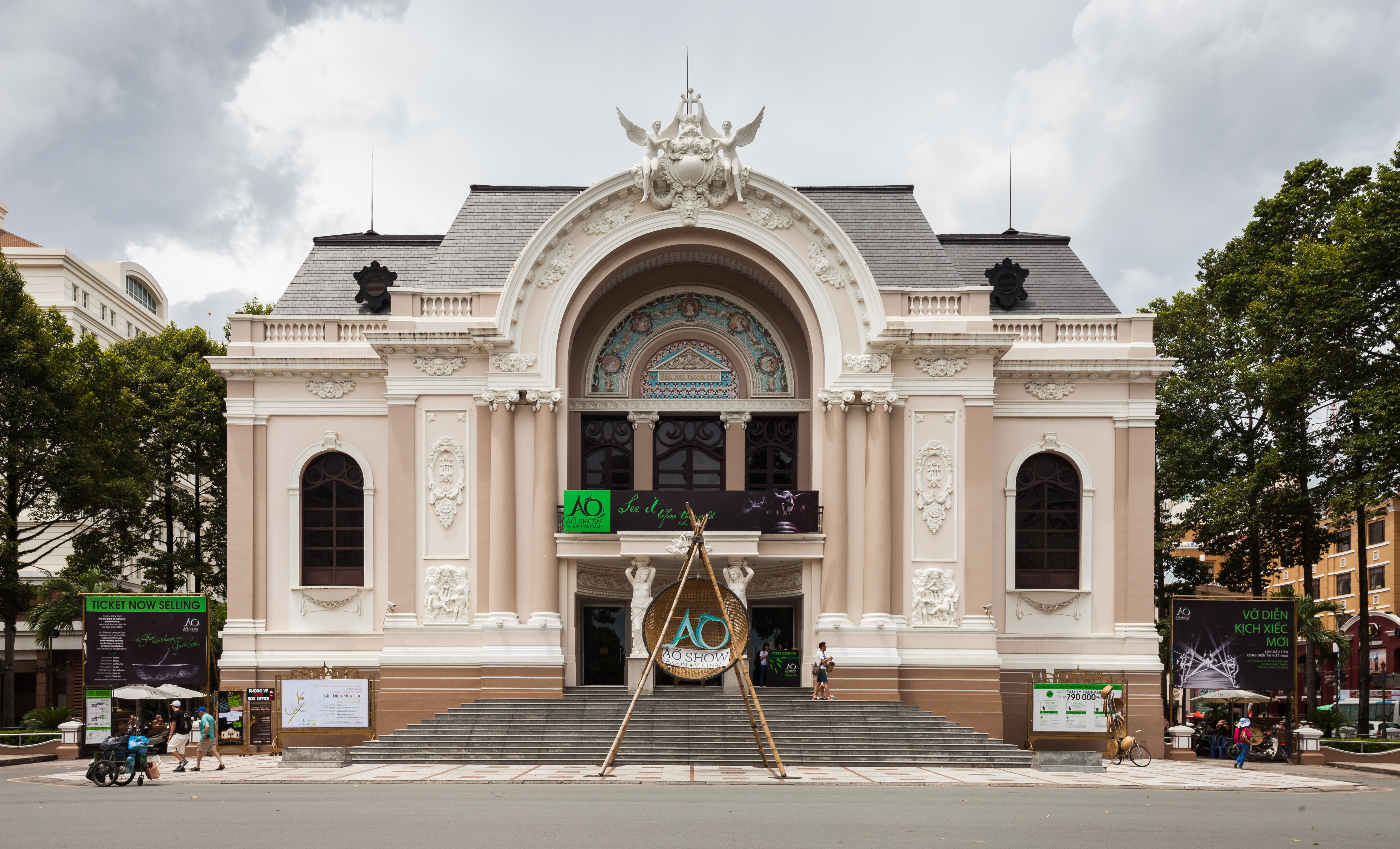
胡志明市大劇院
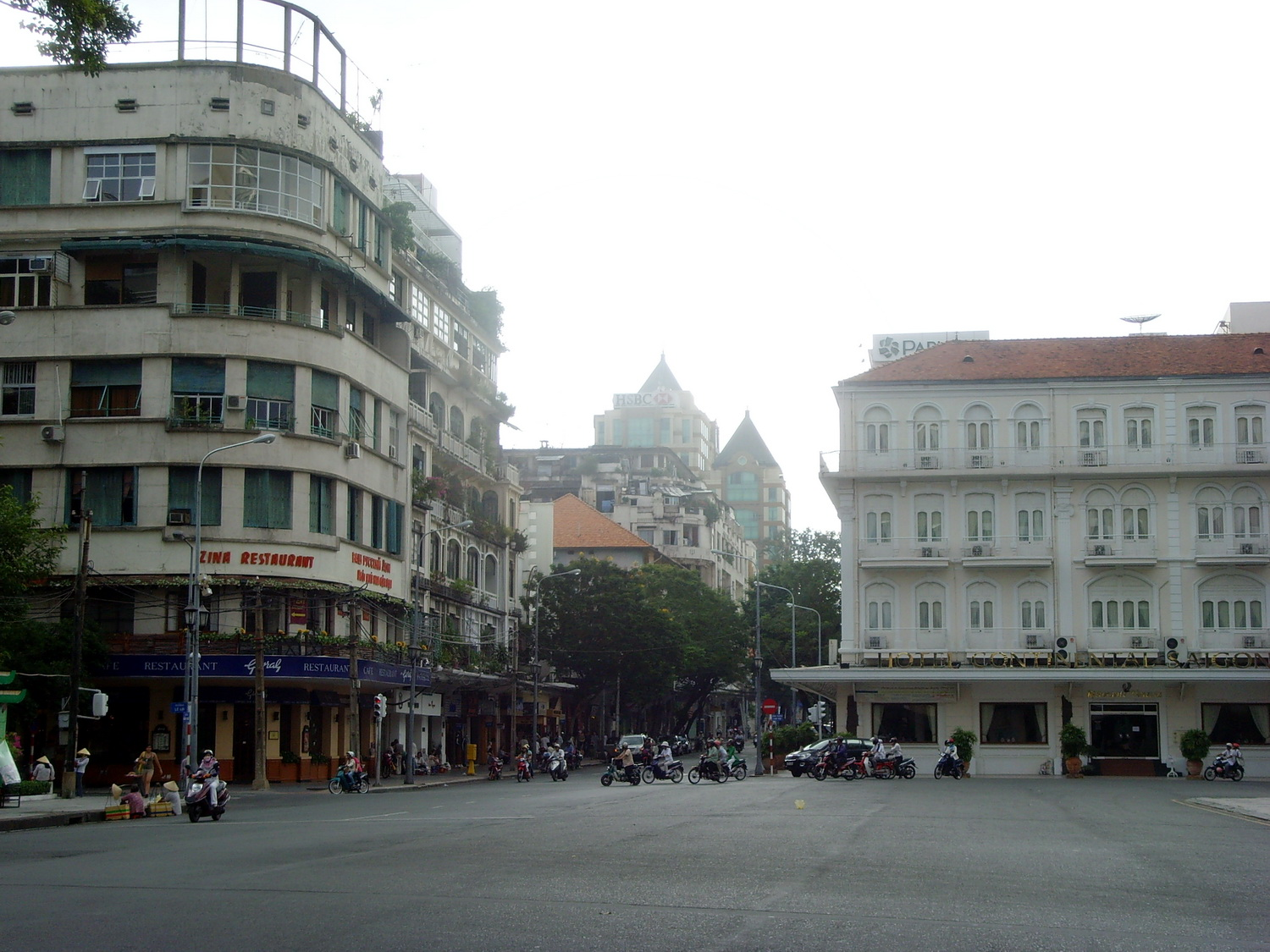
同起街
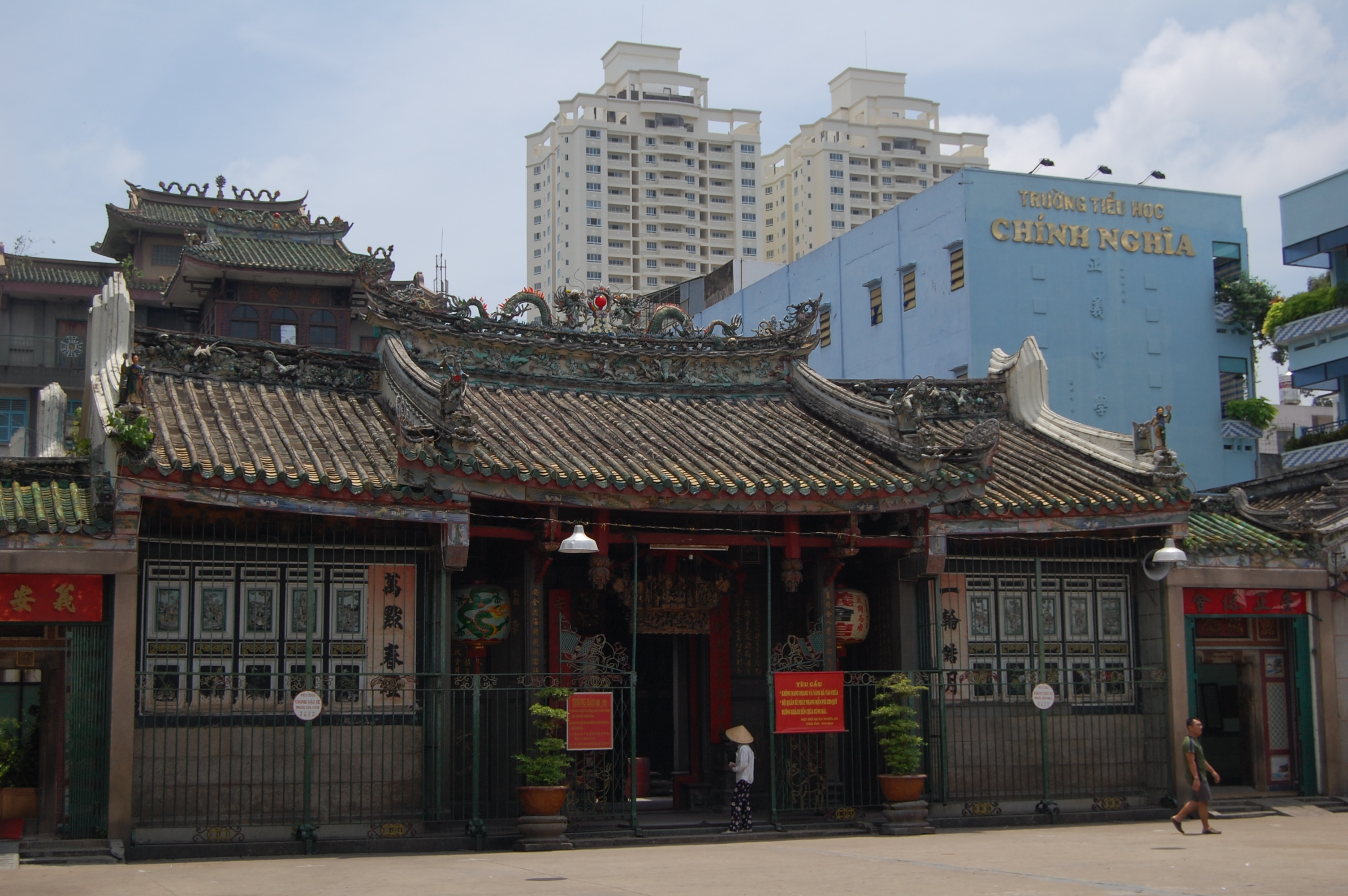
義安會館
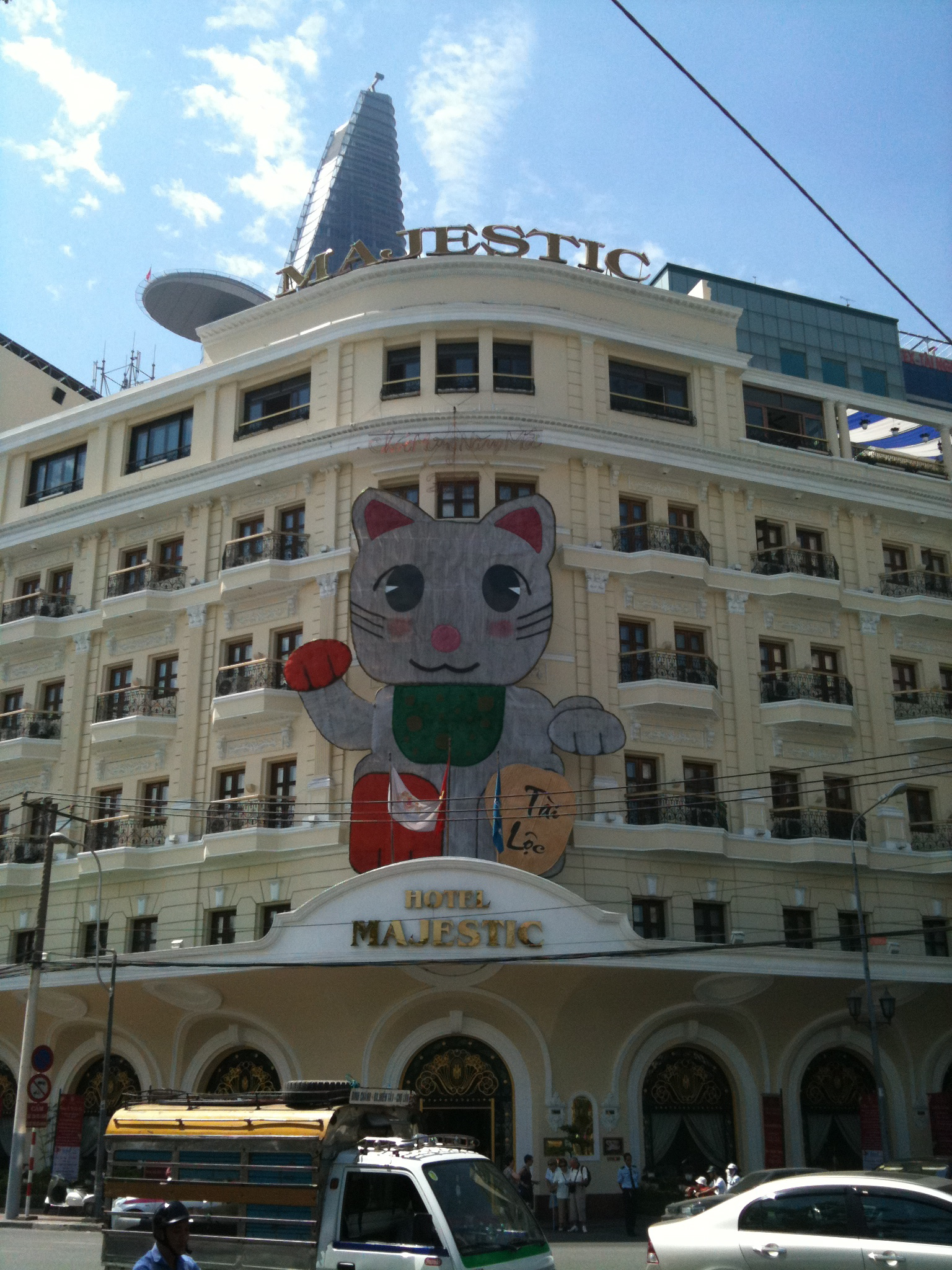
華麗飯店
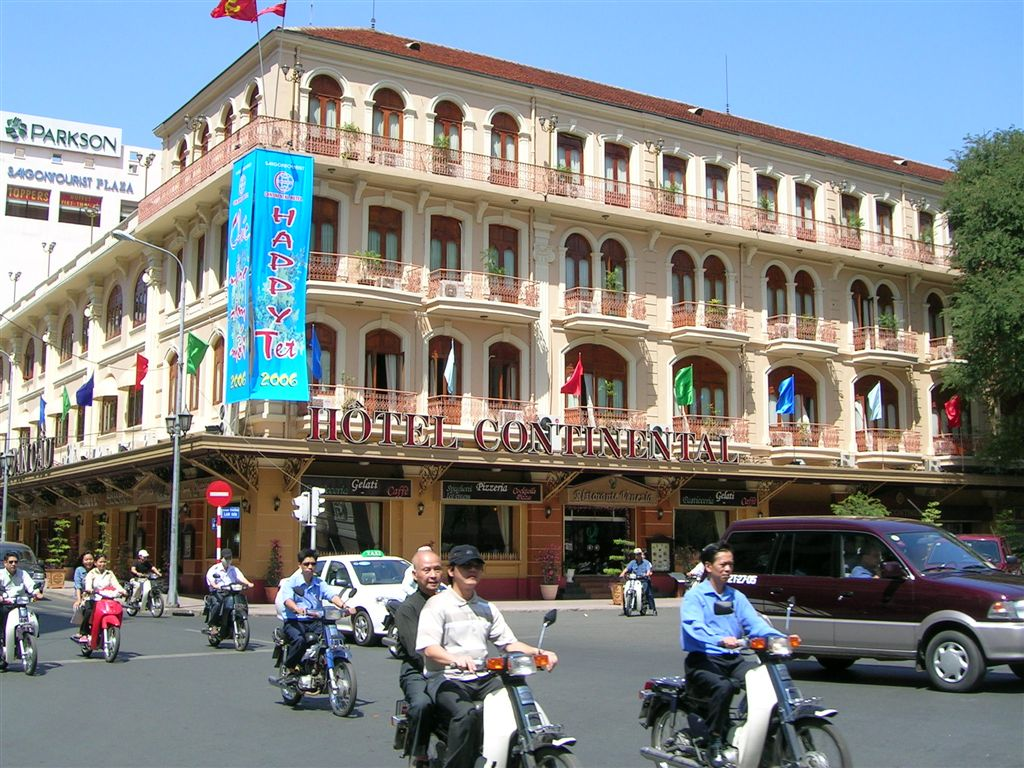
西貢歐陸飯店

### 旅游
胡志明市的旅途景點集中，有大量法國殖民時代的建築物，另外亦有不少有關越戰的博物館，旅遊設施等給旅客參觀。如今，城市的核心仍留存着法属时代的林蔭大道和殖民建築，如市中心的統一宮、市政府、市劇院、市郵政局、國家銀行營業廳、市人民法院和西貢聖母聖殿主教座堂，以及数所歷史悠久的酒店，如华丽饭店、丽士饭店、欧陆饭店、帆船酒店，曾是美國軍官和戰地記者在1960年代和1970年代的聚集场所。根据万事达2019年的报告，胡志明市为越南游客数目第二多的城市，亚太地区排名第18位，2018年的过夜游客数目410万，次于河内的480万。
- 糾支地道
- 統一宮
- 舍利寺
- 胡志明市中心郵政局
- 西貢聖母聖殿主教座堂
- 戰爭遺跡博物館
- 胡志明市大劇院
- 仙泉旅遊公園
- 胡志明市人民委員會大廳
- 西貢草禽園
- 范五老街
- 堤岸

全市有各類博物館，如胡志明市博物館（1975—1999年名為革命博物館）、胡志明市歷史博物館、戰爭遺跡博物館、胡志明市美術館、東南武裝部隊博物館及芽榮紀念館。除了大劇院，還有其他地方的娛樂如：濱城剧院、和平劇院和蘭映音樂舞台、蓮花池文化公園、仙泉旅遊公園和芹滁縣的海灘度假勝地。范五老街和临近的裴援步行街则是西方背包客的聚集地。糾支地道是越南南方民族解放阵线游击队于1968年春节攻势期间的行动基地，如今作为越战故址，成为知名旅游目的地。
像許多越南的城市一样，全市擁有眾多的餐廳，供應典型的越南菜餚，如河粉或米粉。

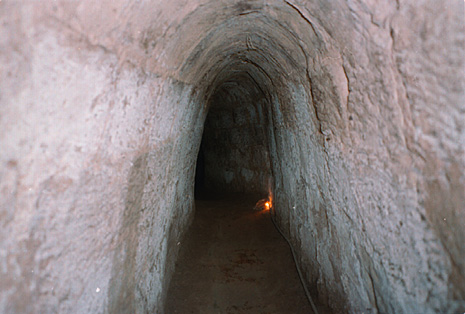
糾支地道
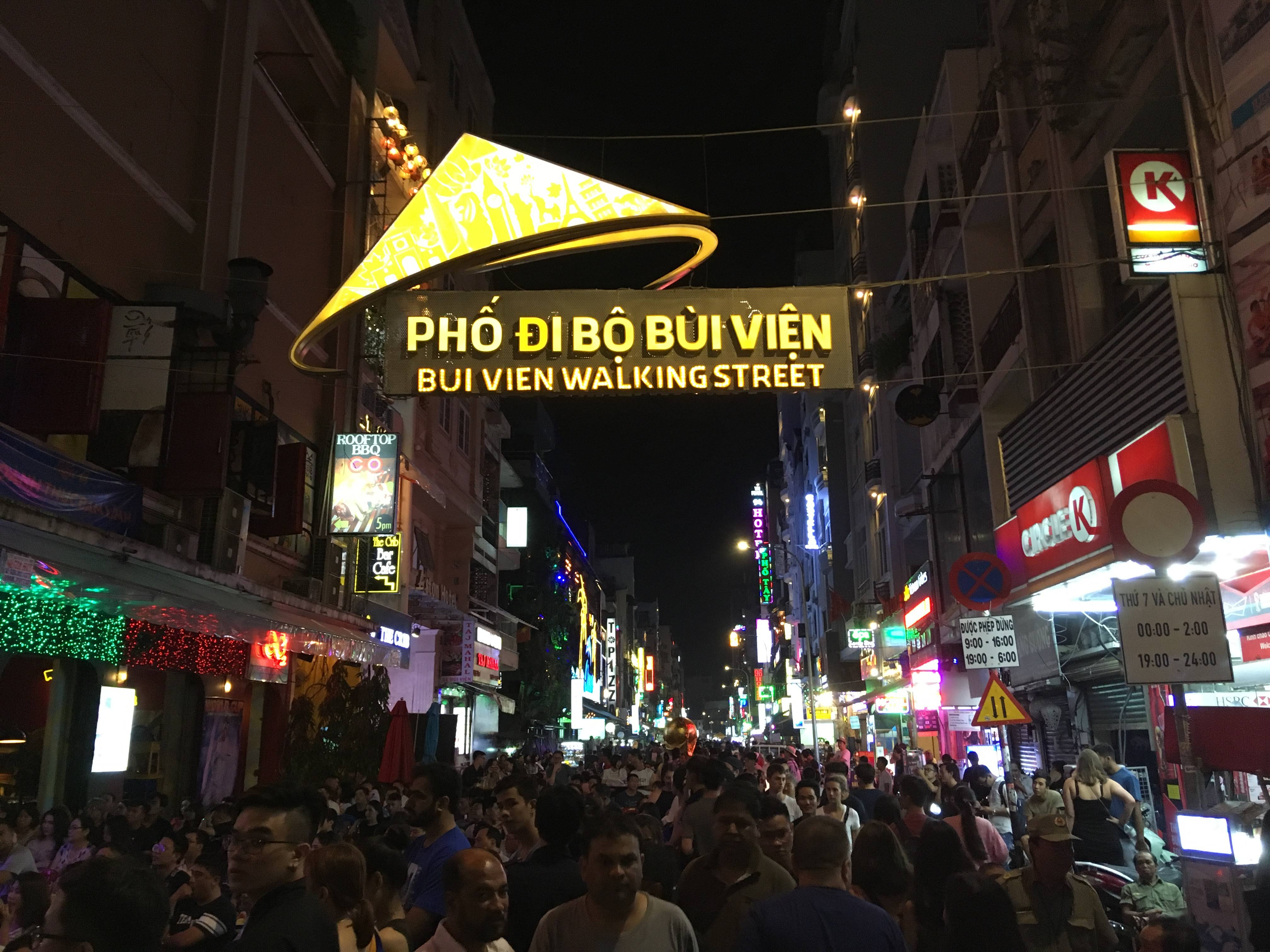
裴援步行街
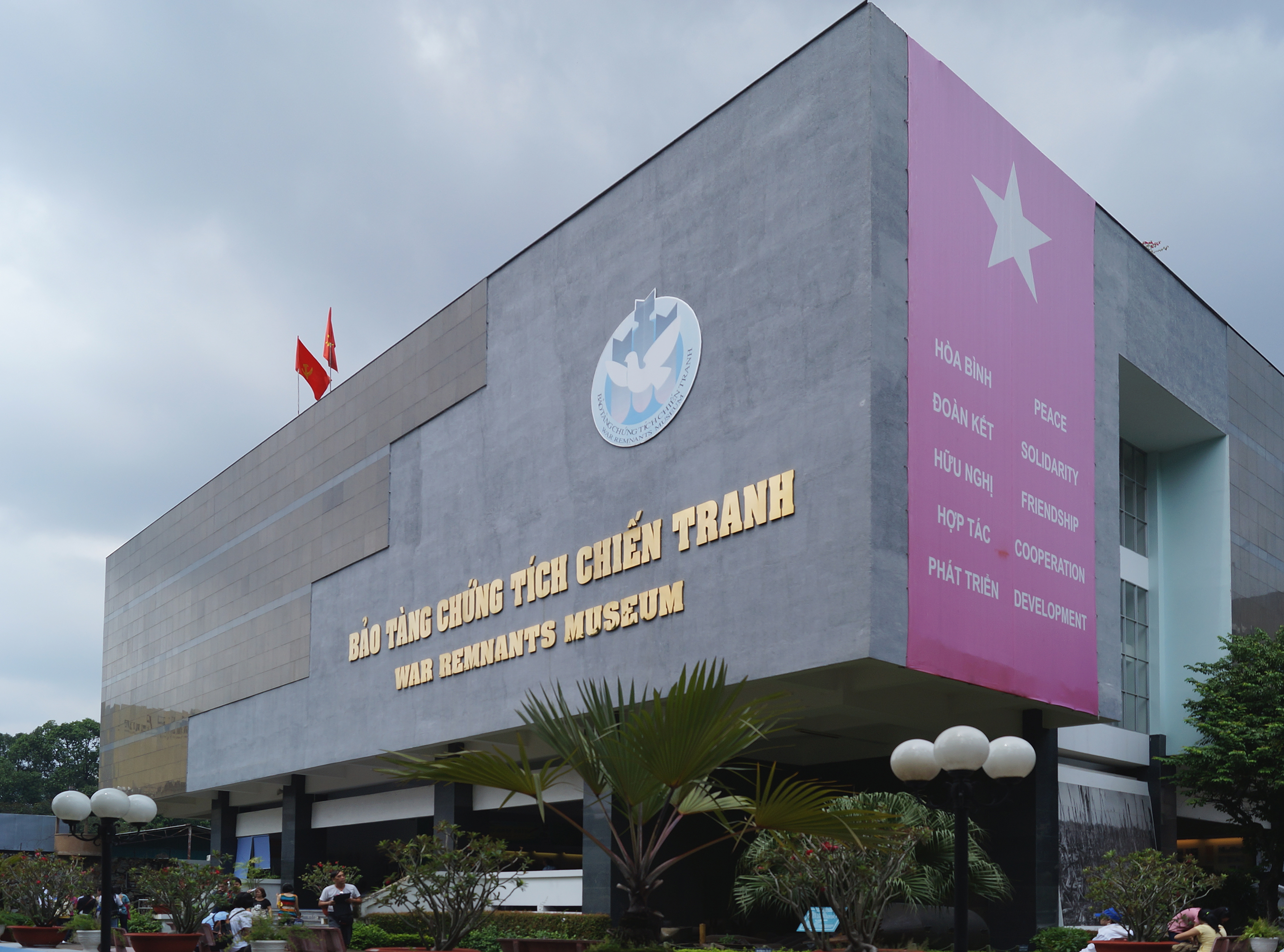
戰爭遺跡博物館
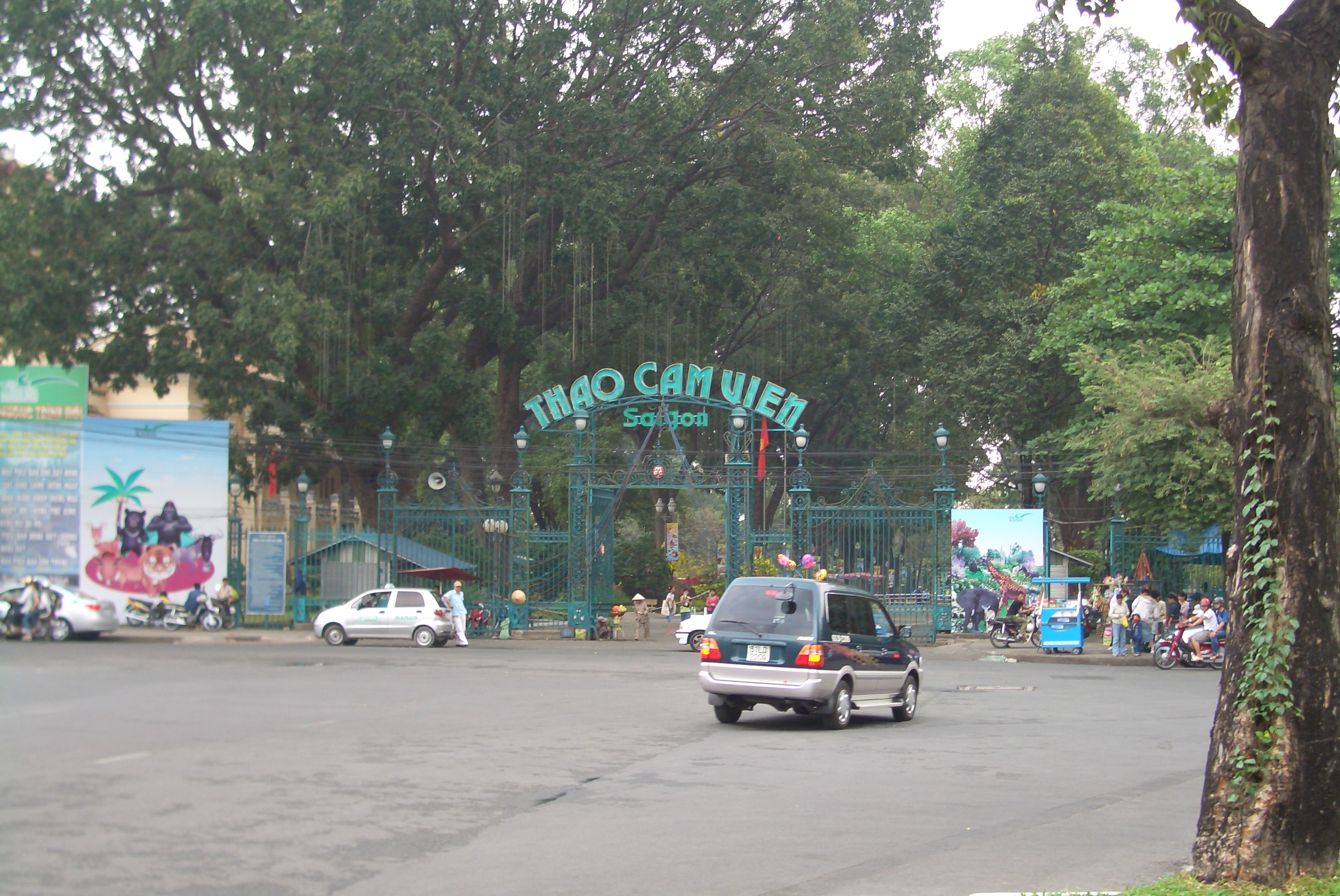
西貢動植物園
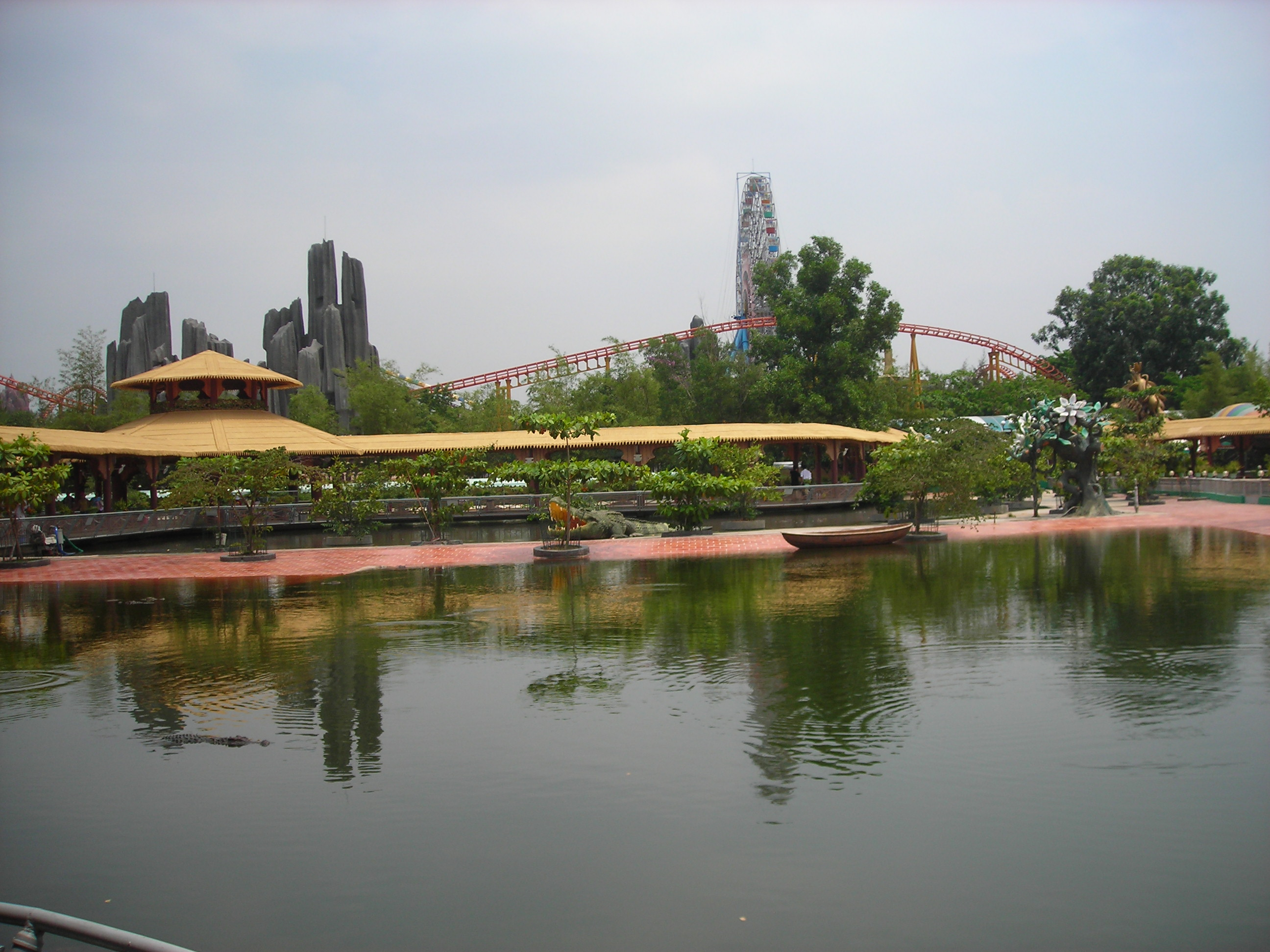
仙泉旅遊公園
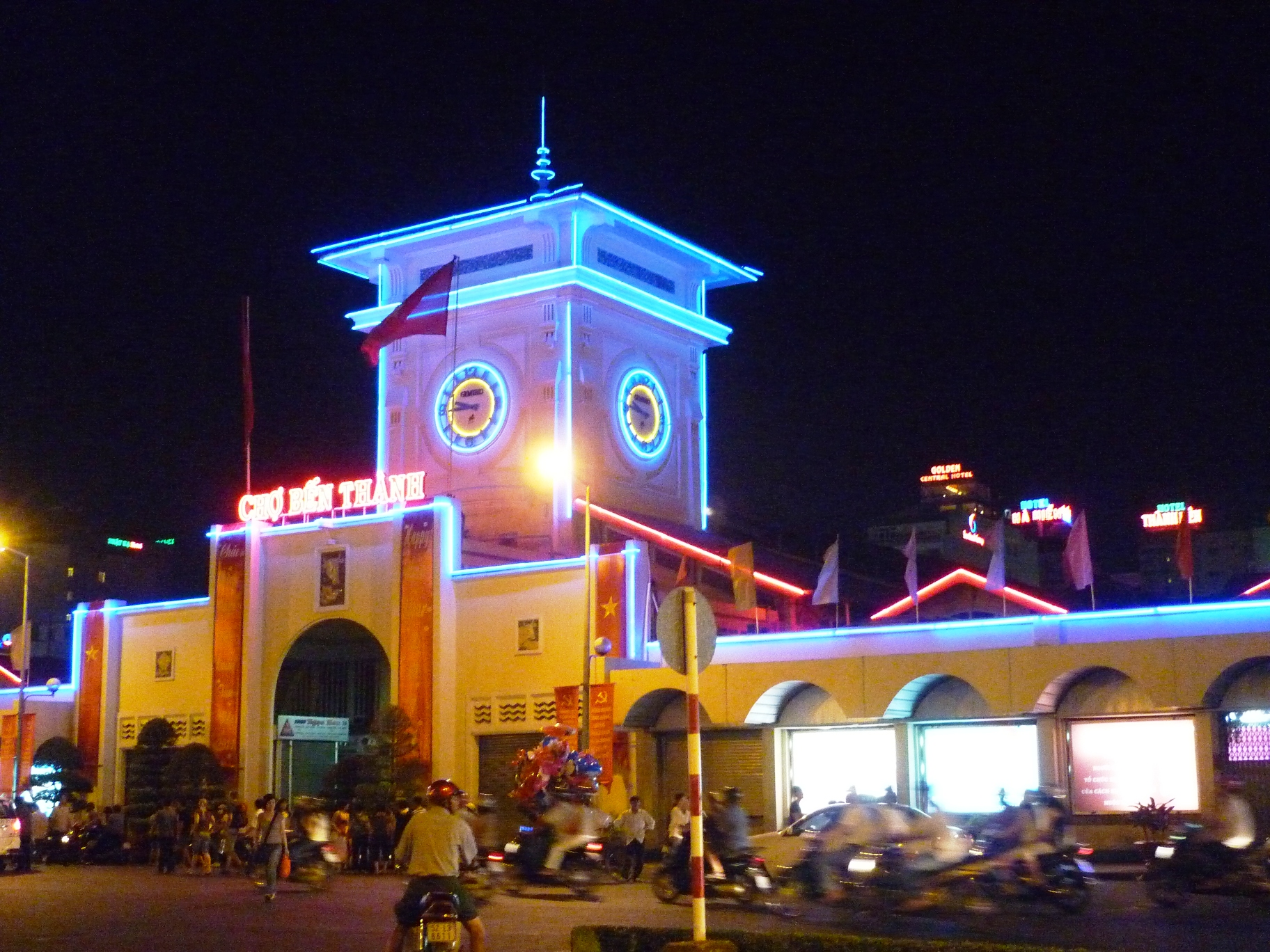
濱城市場
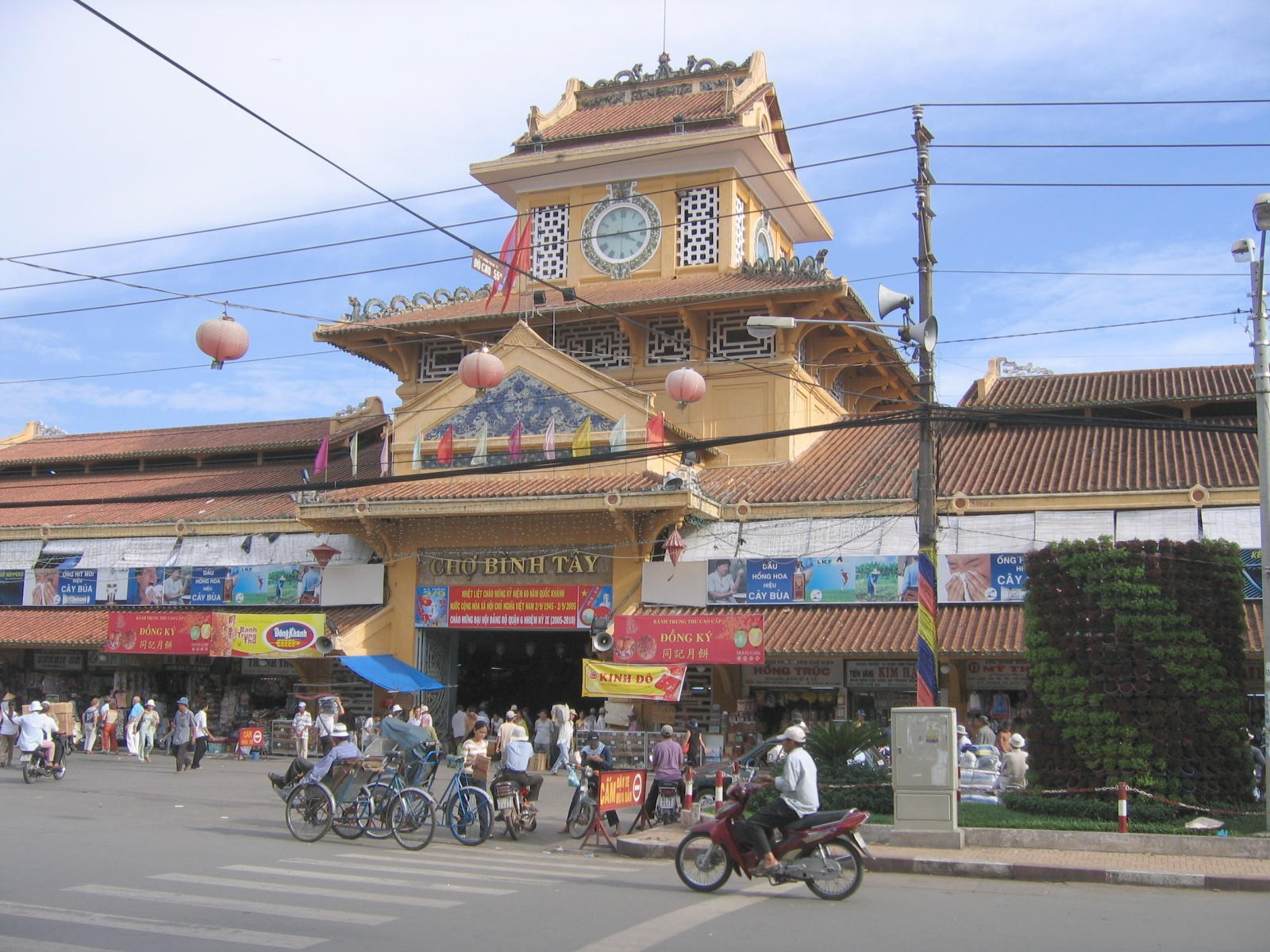
堤岸

### 媒體

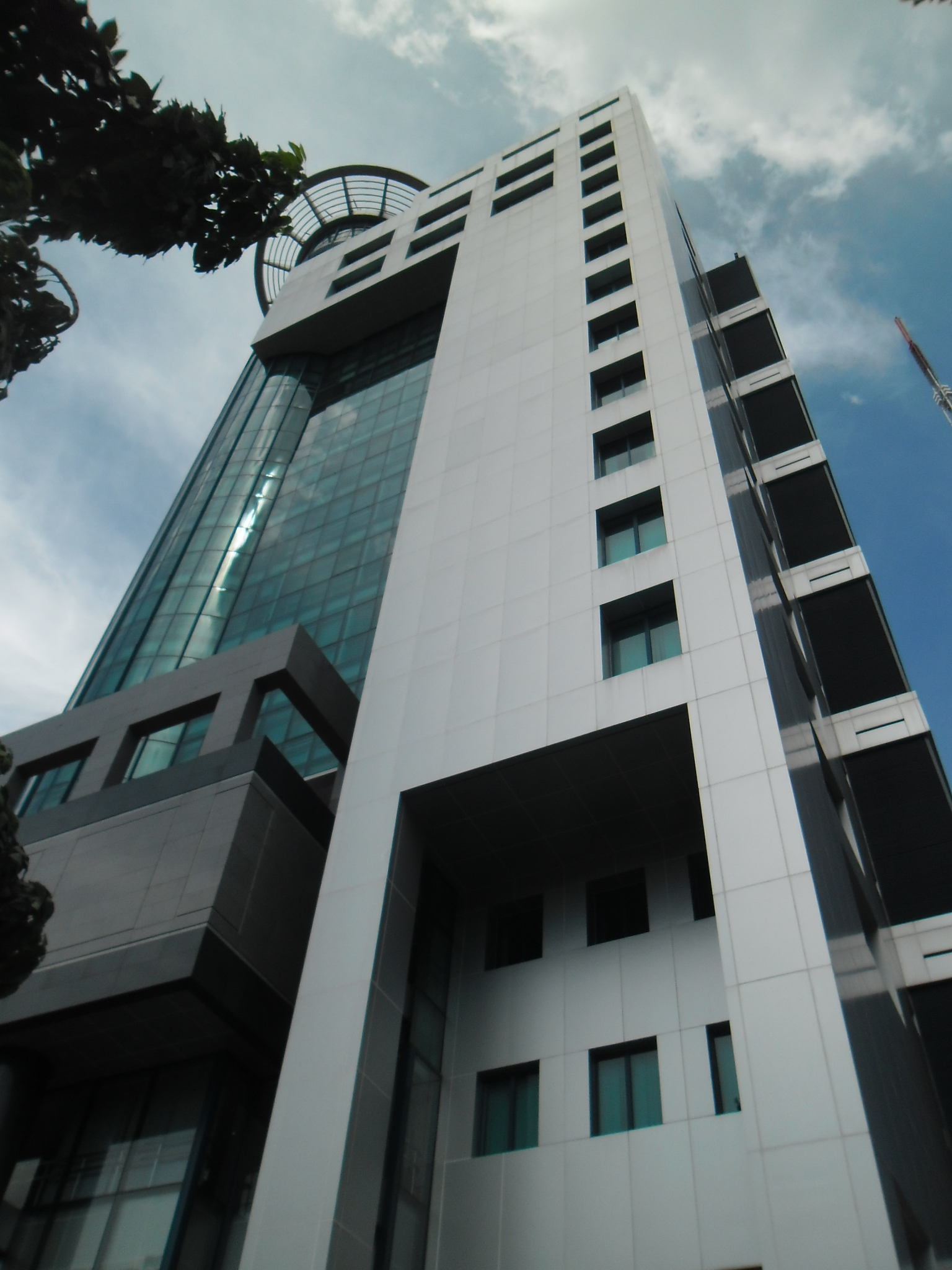
胡志明市電視台總部

越南主要的媒體越南國家電視台、越南之聲廣播電台等均可在胡志明市接收，越南通訊社、《人民报》等國營媒體也在胡志明市設有代表機構。胡志明市的媒體業在全國最為發達。胡志明市有七家日報：《西貢解放日報》（Sài Gòn Giải Phóng）、《年輕人報》、《青年报》（Thanh Niên）、《勞動者》（Người Lao Động）、《體育》（The Thao）、《法律》（Pháp Luật）和《西貢時報》（The Saigon Times Daily）等。全市有數百家印刷廠和出版社，大量的書店和一家被廣泛接入的公共和校園網路。胡志明市電視台是全國第二大電視台，也是越共胡志明市委、胡志明市人民委员会的官方喉舌，其肇始于越南共和国于1966年创办的西貢電視台，在越南统一後易今名，该电视台在越南的规模僅次於越南國家電視台。多數主流國際電視頻道通過SCTV和HTVC兩個有線電視網路接入，覆盖超过一百萬人。而该市的官方广播电台则是胡志明市人民之聲。另外有巴地頭頓廣播電視台及平陽廣播電視台2家原省級廣播電視台。

### 體育和娛樂
有91個足球場，86個游泳池，256個健身房座落胡志明市。市裏最大的體育場是有25000個座位的統一體育場，位於第10郡第6坊陶維慈街。第二大的是第七軍區體育場，位於新平郡新山一機場附近，2007年曾為亞足聯亞洲杯決賽場地。除了作為一個體育場館，它也是一音樂學校的位址。富壽馬場，是另一個殖民時代建立的運動場地，也是在越南唯一的賽馬場。市體育運動局還管理一些俱樂部，包括潘廷逢、清多、歇驕等。
胡志明市有一些足球俱樂部。最大的俱樂部是胡志明市足球會，主場地在統一體育場。他們贏得四次越南足球甲级联赛的冠軍（1986年，1993-94，1997年和2001-02）。胡志明市公安足球俱樂部在1995年贏得了聯賽冠軍。
胡志明市承載了一些國際體育賽事，一年四季如AFF室內五人足球錦標賽和越南垂直競跑。也有其他一些體育代表隊，如排球、籃球、象棋、田徑、乒乓球。此外，胡志明市體育大學、胡志明市體育師範大學等致力于培养合格体育人才的高等培训机构也坐落于胡志明市。

## 姊妹城市
- 大韓民國釜山市
- 万象
- 占巴塞省
- 柬埔寨金邊
- 菲律賓馬尼拉
- 俄羅斯莫斯科
- 俄羅斯斯維爾德洛夫斯克州
- 法國羅納-阿爾卑斯
- 法國里昂
- 臺灣桃園市
- 中国上海市
- 中国廣州市
- 中国瀋陽市
- 日本大阪市
- 加拿大多倫多
- 美国舊金山
- 西班牙塞維亞

## 外部連結
- 胡志明市电子信息门户网站（越南文）
- 維客旅行上的胡志明市 （页面存档备份，存于）（英文）
- OpenStreetMap上有關胡志明市的地理
- 谷歌地圖